# Nadia Podoroska
Nadia Natacha Podoroska (Rosario, 10 de febrero de 1997) es una tenista profesional argentina. Ha ganado tres WTA 125 en individuales y un WTA 250 en dobles. Además, en el circuito de la ITF, obtuvo catorce títulos en individuales y siete en dobles.
Su mayor logro a nivel WTA ha sido alcanzar de forma sorpresiva las semifinales de Roland Garros en 2020, eliminando a rivales mejor clasificadas como la ucraniana Elina Svitolina (5° del ranking) y la kazaja Yúliya Putíntseva (27°), entre otras. Esta actuación le permitió romper varias marcas, como convertirse en la primera tenista argentina y latinoamericana en llegar a esa instancia en un torneo de Grand Slam después de dieciséis años. Ese resultado le dio acceso al grupo de las cincuenta mejores jugadoras del mundo. El 12 de julio de 2021, obtuvo su mejor posición histórica al ser la 36° de la clasificación individual. También cuenta con destacadas victorias ante Serena Williams, Petra Kvitová, Barbora Krejčíková y Sara Errani, entre otras. 
En dobles, también alcanzó las semifinales de Roland Garros, en 2021, junto a la rumana Irina-Camelia Begu. Fue ganadora de un título WTA 250 en Bogotá en 2017; junto a la brasileña Beatriz Haddad Maia, derrotaron a la paraguaya Verónica Cepede Royg y la polaca Magda Linette en la final. El 18 de octubre de 2021 se ubicó en el puesto 62° de la especialidad.

## Biografía
Nació el 10 de febrero de 1997 en Rosario, provincia de Santa Fe, Argentina. De abuelos ucranianos, creció en una familia de clase media de Fisherton, barrio impulsado a fines de 1880 por trabajadores ferroviarios. Su padre fue un relojero de profesión que con los años se convirtió en farmacéutico, su madre también es farmacéutica. Fue la primera en su familia en jugar al tenis, deporte que empezó a practicar desde los cinco años en el Club Atlético Fisherton. De pequeña, seguía las actuaciones de los tenistas masculinos de la Legión Argentina, especialmente de Guillermo Cañas, aunque no tanto de las representantes mujeres nacionales porque eran poco transmitidas por televisión. Entre las tenistas femeninas, admiraba a las hermanas Venus y Serena Williams.
Con el tiempo, dejó Fisherton para practicar en una cancha sobre la Ruta 8, con su entrenador Carlos Rampello. Cuando tenía diez años, dejó de jugar al tenis durante varios meses a causa de un problema familiar. Retomó con Rampello, quien le vio condiciones para dedicarse a pleno. A los quince años, abandonó la escuela secundaria para adentrarse de lleno en el deporte profesional. Sus primeros años en el circuito fueron complicados, debido a dificultades económicas para competir internacionalmente. A fines de 2017, tuvo varias lesiones que hicieron peligrar su carrera. A su regreso, tomó la definición de irse a vivir a Alicante, España, para radicarse en Europa y tener mayores posibilidades de competir semanalmente. Además, comenzó a ser entrenada por Juan Pablo Guzmán y Emiliano Redondi. Sumó a su equipo a Pedro Merani, con quien realiza un entrenamiento mental basado en el bompu zen y la neurociencia, aspecto que consideró importante para cambiar su actitud frente al tenis y sus partidos.
Entre sus gustos, se encuentra la filosofía: ha leído a Byung Chul-Han y consume en diferentes formatos la producción del divulgador Darío Sztajnszrajber. Además, considera muy importantes los cambios sociales que ha conseguido el movimiento feminista en los últimos años. Se encuentra en pareja con la tenista Guillermina Naya.

## Trayectoria deportiva

### 2011-2012: Primeros partidos en el circuito
En junio de 2011, Podoroska logró clasificar a su primer torneo profesional en el ITF$10.000 Santa Fe, donde cayó contra su compatriota Vanessa Furlanetto. En noviembre, alcanzó sus primeras victorias en un torneo de la misma categoría en Concepción, Chile. Derrotó en primera ronda a una de las favoritas, la local Daniela Seguel y trepó hasta los cuartos de final. Con 14 años y 9 meses, se convirtió en una de las argentinas más jóvenes en ingresar al ranking WTA, detrás de Gabriela Sabatini (14 años y 5 meses) y Gisela Dulko (14 años y 7 meses).
En marzo de 2012, en Rosario, su ciudad natal, jugó dos torneos ITF$10.000 consecutivos. En el primero de ellos, debutó con victoria ante Mailén Auroux y logró en segunda ronda su triunfo más importante hasta el momento: contra María Irigoyen (293° en el ranking WTA) por 2-6, 7-5, 6-3. Cayó en los cuartos de final contra Giuliana Verbawuen por 1-6, 2-6. La semana siguiente, volvió alcanzar cuartos de final, venciendo a Tatiana Búa (687°) en primera ronda pero siendo derrotada por Agustina Otegui.
En septiembre, jugó tres torneos ITF$10.000 en semanas consecutivas en Argentina. Tras perder en primera ronda en Buenos Aires-1 contra la chilena Camila Silva, alcanzó los cuartos de final en Buenos Aires-2. En Villa Allende derrotó a la máxima favorita Carolina Zeballos (391°) por 2-6, 7-5, 6-3 en cuartos de final y alcanzó sus primeras semifinales como profesional. Cayó en ese instancia nuevamente contra Silva por 1-6, 3-6. 
Tras lograr segunda ronda en los ITF$10.000 de Luque, Paraguay y en Buenos Aires-3, logró la clasificación a su primer torneo ITF$25.000 en Asunción, Paraguay. Perdió en primera ronda contra la local Montserrat González por 2-6, 6-1, 4-6. Finalizó la temporada como 658° en el ranking individual WTA.

### 2013: Primer título profesional
Comenzó el año jugando dos torneos ITF$10.000 en Brasil, donde llegó hasta segunda ronda en Ribeirao Prieto y cuartos de final en Sao Paulo. En abril, disputó el ITF$25.00 Caracas en canchas duras; venció en primera ronda a la clasificada británica Robyn Beddow por 6-0, 6-1 y perdió en segunda fase contra la máxima favorita eslovena Tadeja Majerič (165°) por 2-6, 2-6. Esta actuación le permitió trepar hasta su mejor ranking hasta el momento, ubicándose 547º.
En junio, hizo su primera gira como profesional en Europa. Disputó tres torneos ITF$10.000 en los Países Bajos. En Amstelveen, perdió en primera ronda con la suiza Karin Kennel (626°), en Alkmaar, venció a la neerlandesa Kelly Versteeg y fue derrotada por la también local Valeria Podda y en Breda, se despidió en su debut contra Lisanne Van Riet (546°).
En la última parte del año, volvió a competir en Sudamérica. Tras hacer cuartos de final en los ITF$10.000 de Marcos Juárez, Argentina y segunda ronda en Buenos Aires-3, jugó un torneo de la misma categoría en Santiago, Chile. Partió siendo la séptima preclasificada; tras derrotar a la estadounidense Nikki Kallenberg y la local Montserrat Alonso en sets corridos, en cuartos de final se vio las caras con Camila Silva (695°, 4° cabeza de serie) a quien venció por 4-6, 6-3, 1-0 y abandono. En las semifinales, derrotó a la también local y segunda favorita Macarena Olivares López (644°) por 6-0, 6-3 para lograr su primera final como profesional. En la definición, se enfrentó a la máxima preclasificada chilena Cecilia Costa Melgar (485°). Cuando el marcador se encontraba 6-2, 5-7, 3-5, su rival se retiró por un fuerte dolor en la pierna y de esta manera Podoroska consiguió su primer título como profesional, a los 16 años.
La semana siguiente, en Sao Jose dos Campos, Brasil, jugó otro torneo $10.000. Tras un muy buen triunfo ante la máxima favorita Montserrat González (311°) por 6-3, 2-6, 6-0, se retiró en segunda fase contra su compatriota Guadalupe Pérez Rojas (650°). En dobles, junto a la brasileña Eduarda Piai su primer título profesional en esa modalidad; vencieron a la chilena Fernanda Brito y la argentina Stephanie Petit por 7-6(7-4), 7-5 en la final.
Cerró el año en un ITF$25.000, nuevamente en Santiago. Le ganó a la clasificada estadounidense Anna Collins por 6-0, 6-0 y después perdió contra la sexta cabeza de serie noruega Ulrikke Eikeri (365°) por 4-6, 1-6. Finalizó la temporada como 732° en el ranking WTA individual.

### 2014: Debut en Fed Cup, cuatro títulos y entrada al Top 400
Podoroska comenzó la temporada en febrero clasificando al ITF$25.000 de Sao Paulo, donde cayó en primera y llegando a los cuartos de final del ITF$10.000 de Buenos Aires. En marzo, participó en los Juegos Sudamericanos de 2014 en Santiago. Perdió ajustadamente en primera ronda contra la chilena Andrea Koch por 2-6, 7-6(9-7), 6-7(6-8). La argentina permaneció en esa ciudad para jugar un nuevo ITF$.10.000 en el que trepó hasta semifinales, donde cayó contra la máxima preclasificada brasileña Gabriela Cé (288°) por 6-7(3-7), 1-6.
Se trasladó a Lima donde disputó otros dos torneos ITF$10.000 que ganó en semanas consecutivas. En el primero, derrotó a su compatriota y segunda preclasificada Carolina Zeballos (438°) en los cuartos de final por 6-1, 6-1 y a Carla Lucero en la final por 6-3, 6-4. En el segundo, se impuso a la máxima favorita rusa Yana Sizikova (379°) en los cuartos de final por 7-5, 6-2 y la húngara Csilla Argyelan en la final por 6-2, 6-4.
En abril, hizo su debut en la Fed Cup representando a Argentina en el playoff por el ascenso al Grupo Mundial I contra Rusia. Disputó el partido de dobles junto a Victoria Bosio: fueron derrotadas por Valeria Solovyeva y Elena Vesnina por 2-6, 1-6. Tras la serie, arrancó una gira europea que comenzó jugando en Bol, Croacia con tres torneos ITF $10.000. Ganó el primero de ellos, derrotando a la peruana Bianca Botto (444°) en la final por 6-1, 6-7(6-8), 6-1. En el segundo, perdió contra la máxima preclasificada ucraniana Olga Ianchuk (380°) por 4-6, 6-0, 4-6 en cuartos de final. En el tercero, se volvió a topar con Ianchuk, esta vez en la final y fue la argentina la vencedora por 6-3, 2-6, 6-2 para alcanzar su cuarto título del año. Estas victorias le permitieron trepar en el ranking e ingresar por primera vez al Top 500, ocupando la posición 428.º El resto de la gira disputó las clasificaciones de torneos ITF$25.000 en Francia, Países Bajos y Alemania; superó las rondas previas en tres de cuatro torneos de esa categoría pero no tuvo victorias en los cuadros principales.
Continuó su año jugando los certamen individual junior del Abierto de Estados Unidos, donde superó la fase previa y logró la segunda ronda en la que cayó contra la local Caroline Dolehide por 3-6, 2-6. Cerró su año en México, debutando en su primer torneo de la categoría ITF$50.000 en Monterrey. En la primera fase venció a la local Ana Sofía Sánchez (283°) por 6-2, 6-7(4-7), 6-4 y perdió en segunda ronda contra la quinta preclasficada canadiense Heidi El Tabakh (203°) por 4-6, 7-5, 5-7. Terminó la temporada como 371° en el ranking WTA.

### 2015: Ingreso al Top 350
En febrero, jugó su primera eliminatoria de Fed Cup como local, en una serie histórica en el Pilará Tenis Club (Pilar, Buenos Aires) contra el equipo de Estados Unidos encabezado por Serena y Venus Williams por el Grupo Mundial II. Disputó el partido de dobles junto a Tatiana Búa contra Taylor Townsend y Coco Vandeweghe, que perdieron por 2-6, 3-6.
Entre febrero y marzo, Podoroska jugó cinco torneos en Brasil. Superó las clasificaciones de dos campeonatos ITF$25.000, pero fue derrotada en primera ronda de los cuadros principales por la paraguaya Verónica Cepede Royg en ambas ocasiones. En los otros tres torneos, de nivel ITF$10.000, llegó a las semifinales y a dos definiciones: fue campeona en Sao Jose dos Campos, derrotando a Victoria Bosio (359°) en la final y subcampeona en Sao Jose do Rio Preto, perdiendo contra la polaca Katarzyna Kawa (524°). En este último torneo, fue finalista también en dobles, junto a Guadalupe Pérez Rojas. Finalizó su gira sudamericana en Santiago para jugar un ITF$15.000, donde venció a Pérez Rojas (453°) en la semifinal por 7-5, 6-1 y perdió en la final contra Fernanda Brito (444°) por 1-6, 0-6 en la final. En dobles, junto a Pérez Rojas fueron campeonas, derrotando a Brito y Eduarda Piai por 6-4, 6-4 en la final.
Tras la derrota contra Estados Unidos por Fed Cup, Argentina disputó su permanencia en el Grupo Mundial II en un repechaje contra España en el predio de Tecnópolis (Villa Martelli, Buenos Aires) en abril. En dobles, nuevamente con Búa, enfrentaron a Aliona Bolsova y Anabel Medina Garrigues y fueron derrotadas ajustadamente por 6-4, 1-6, [3-10]. Tras la serie, Podoroska jugó algunos torneos en Túnez y en Europa. Entre ellos, logró la segunda ronda en el certamen junior de Roland Garros. Posteriormente, en su partido de la segunda ronda del ITF$10.000 de Alkmaar, se lesionó la mano derecha, por lo que tuvo que retirarse del torneo y estuvo tres meses sin competir.
En septiembre, regresó al circuito en México, para una gira en canchas duras. Logró ganar sus primeros partidos en la categoría ITF$50.000. En Victoria, le ganó por primera vez a rivales ubicadas entre las doscientas mejores del ranking: superó la clasificación, y en el cuadro principal venció a su compatriota Irigoyen (186°) por 6-2, 6-1 y a la española Silvia Soler Espinosa (138°) por 7-6(7-4), 6-1. En cuartos de final, cayó contra la belga Elise Mertens (194°) por 3-6, 2-6. La semana siguiente, en Tampico, venció a la turca İpek Soylu (173°) por 6-3, 5-7, 6-2 y a la checa Barbora Stefkova (291°) por 7-5, 6-2; cayó nuevamente en cuartos de final, esta vez contra la segunda cabeza de serie española Lourdes Domínguez Lino (101°) por 6-7(0-7), 7-5, 1-6. 
Tras algunos torneos en Estados Unidos, cerró el año en diciembre en Chile, alcanzando los cuartos de final de un ITF$25.000 en Santiago en el que obtuvo otro destacado triunfo, esta vez contra la española Laura Pous Tió (196°) por 6-2, 6-4. Concluyó la temporada en el ranking como 336.º

### 2016: Debut WTA, en Grand Slam y Top 200
En 2016, arrancó el año jugando dos torneos ITF$25.000 en Brasil: en ambos, alcanzó los cuartos de final y cayó contra la local Beatriz Haddad Maia (246°) en tres sets. En Fed Cup, Argentina participó en la Zona Americana I, disputada en Santa Cruz, Bolivia. Podoroska jugó sus primeros partidos en individuales en la competición; obtuvo cuatro victorias, entre ellas, a Haddad Maia (237°) y a la paraguaya Montserrat González (267°) en la definición. Esta actuación, le permitió a su país disputar un playoff por el ascenso al Grupo Mundial II y le valió el reconocimiento de la ITF con el Premio Corazón.
Entre fines de febrero y marzo, volvió a Brasil a disputar más campeonatos. Consiguió su séptimo título individual en el ITF$10.000 en São José dos Campos, en el que derrotó a Gabriela Cé (282°) por 7-6(7-2), 6-1 en la final. En dobles, logró subcampeonatos en ese mismo torneo y en el ITF$25.000 de Campinas, junto a Guadalupe Pérez Rojas. 
En abril, jugó una eliminatoria contra Ucrania, en Kiev, para ingresar al Grupo Mundial II. Podoroska perdió su partido contra Lesia Tsurenko (41°) por 1-6, 4-6 y no se logró el ascenso al caer por 0-4, en el resultado global de la serie. A fines de ese mes, jugó su primera clasificación de un campeonato WTA, en Rabat. Se retiró en su partido de primera ronda contra la australiana Anastasia Rodionova (391°) cuando caía 1-3 por una molestia física. 
Tras algunos torneos en Túnez e Italia, logró las semifinales del ITF$25.000 de Hódmezővásárhely, Hungría con una destacada victoria ante la rumana Alexandra Cadantu (243°), antes de perder contra la eslovena Tamara Zidanšek (222°). Esa actuación le permitió ingresar por primera vez al grupo de las trescientas mejores del planeta. Además, se consagró en dobles en ese mismo torneo: junto a la brasileña Laura Pigossi, vencieron a Irina Bara y Lina Gjorcheska por 6-3, 6-0 en la final.
En julio, ganó su primer título de la categoría ITF$25.000 en Denain, Francia. Derrotó a las preclasificadas Fiona Ferro (253°) y Amanda Carreras (298°) en sets corridos, y a la francesa Irina Ramialiason (319°) por 6-3, 5-7, 6-4, en la final. Unos días después, logró ingresar a su primer cuadro principal de un campeonato WTA en Bucarest, ganándole a rivales como la eslovaca Rebecca Sramkova (184°) o la búlgara Viktoriya Tomova (185°) en la fase previa. En el main draw, perdió ante la sexta preclasificada montenegrina Danka Kovinic (54°) por 1-6, 0-6. Dos semanas más tarde, jugó por segunda vez a nivel WTA el torneo de Florianópolis: superó la clasificación pero cayó nuevamente en el debut del cuadro principal ante la húngara Tímea Babos (44°) por 7-6(7-3), 3-6, 2-6.

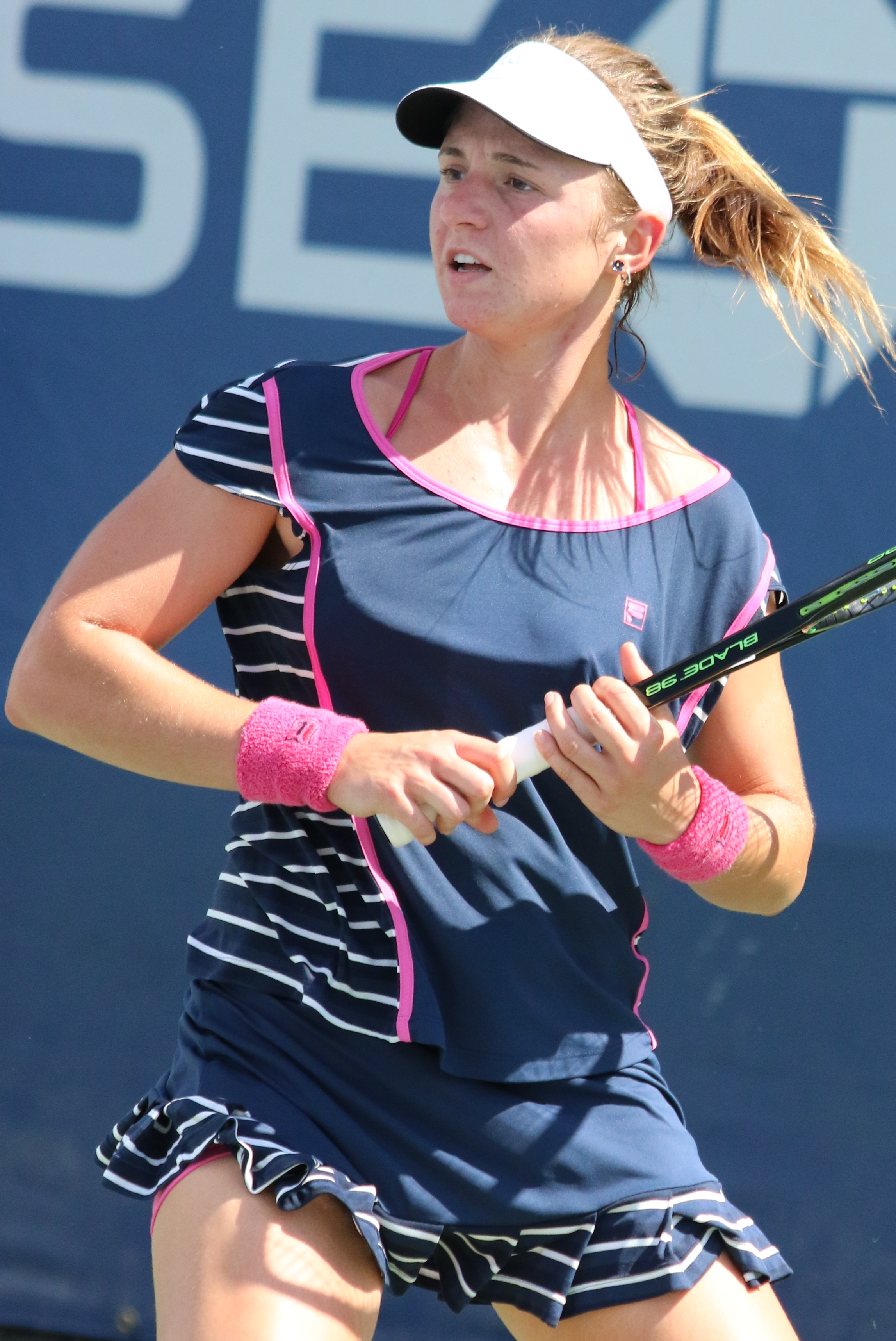
Podoroska en el Abierto de los Estados Unidos 2016

En agosto, su ranking le permitió disputar por primera vez un torneo de Grand Slam: jugó la clasificación del Abierto de Estados Unidos. El sorteo la ubicó en la cuarta sección, en la que debutó con victoria contra la francesa Océane Dodin (126°) por 6-3, 6-3. En la segunda ronda, derrotó a la serbia Jovana Jakšić (182°) por 2-6, 7-6(10-8), 7-5 levantando un match point en contra. En el partido con la clasificación, se enfrentó a la favorita croata Donna Vekić (106°), a quien venció por 6-4, 6-3. De esta manera, Podoroska a sus 19 años, se volvió la primera argentina en un cuadro de Grand Slam desde Paula Ormaechea en ese mismo torneo, dos temporadas atrás. En el cuadro principal, perdió ante la alemana Annika Beck (41°) por 6-7(6-8), 3-6.
Tras el Abierto de Estados Unidos, Podoroska jugó otros torneos en ese país en canchas duras. Tras dos despedidas en los debuts de torneos ITF en Atlanta y Albuquerque, trepó hasta las semifinales del ITF$50.000 de Las Vegas con triunfos en sets corridos ante la segunda cabeza de serie luxemburguesa Mandy Minella (97°), en la que fue su primera victoria ante una rival ubicada entre las cien mejores del mundo, y la octava, Sachia Vickery (155°). Su camino se vio frenado por la local Sofia Kenin, con quien perdió por 6-4, 2-6, 3-6. 
En octubre, jugó las fases previas de los torneos WTA de Hong Kong y Moscú. Si bien no pudo pasar las clasificaciones, logró una buena victoria ante la italiana Camila Giorgi (86°) por 0-6, 6-4, 6-4 en la previa del WTA Premier ruso. Cerró su año en el ITF$50.000+H de Tampico, México, en el que alcanzó los cuartos de final. Finalizó la temporada como 191° del ranking, por primera vez entre las doscientas mejores jugadoras del mundo.

### 2017: Primeras victorias WTA en individuales, campeona en dobles
Podoroska arrancó el año jugando la clasificación al Abierto de Australia. Se tuvo que retirar en su partido de primera ronda contra la rusa Elizaveta Kulichkova, cuando estaba 3-6, 6-3, 1-4 por problemas físicos. 
Por Fed Cup, disputó la Zona de América I en Metepec, México, sobre canchas duras. En el debut, Podoroska ganó su partido contra la chilena Fernanda Brito por 6-2, 6-0, pero perdió en el dobles definitorio, junto a Yrigoyen contra Brito y Seguel por 6-4, 6-7(4-7), 6-7(6-8). Pese a que las argentinas luego vencieron a Colombia, México y Brasil (con tres triunfos de Podoroska, en sets corridos), quedaron por detrás de las chilenas en el grupo, resultando eliminadas. 
Entre febrero y abril, hizo una gira por Norteamérica. Después de dos derrotas en sus primeros torneos, logró ingresar al cuadro principal de Monterrey. En ese campeonato, alcanzó su primera victoria a nivel WTA, ante la estadounidense Madison Brengle (100°) por 7-5, 0-6, 6-3. En segunda ronda, perdió contra la tercera favorita francesa Caroline Garcia (24°) por 0-6, 3-6. En dobles, fue campeona en el ITF$25.000 de Surprise, junto a la colombiana Mariana Duque Mariño.
Inició la gira de polvo de ladrillo en Bogotá, Colombia. En individuales, superó la fase previa, pero perdió en el debut ante la polaca Magda Linette (84°) por 1-6, 3-6. En dobles, fueron invitadas a participar a última hora junto a Haddad Maia, y sorprendieron al quedarse con el título ante Linette y Verónica Cepede Royg, por 6-3, 7-6(7-4) en la final. Con esta conquista, se convirtió en la primera argentina con 20 años o menos en consagrarse a nivel WTA desde que Gisela Dulko lo hiciera en Linz en 2005.

Tras caer en segunda ronda de la clasificación en Estambul, su siguiente torneo fue Rabat. En individuales, en este caso sí pudo superar la fase previa con un destacado triunfo ante la ex Top 60 rusa Alla Kudryavtseva (168°) en tres sets; en el cuadro principal, cayó ante la estadounidense Lauren Davis (35°) por 2-6, 1-6. En dobles, alcanzó los cuartos de final, junto a Laura Pigossi.

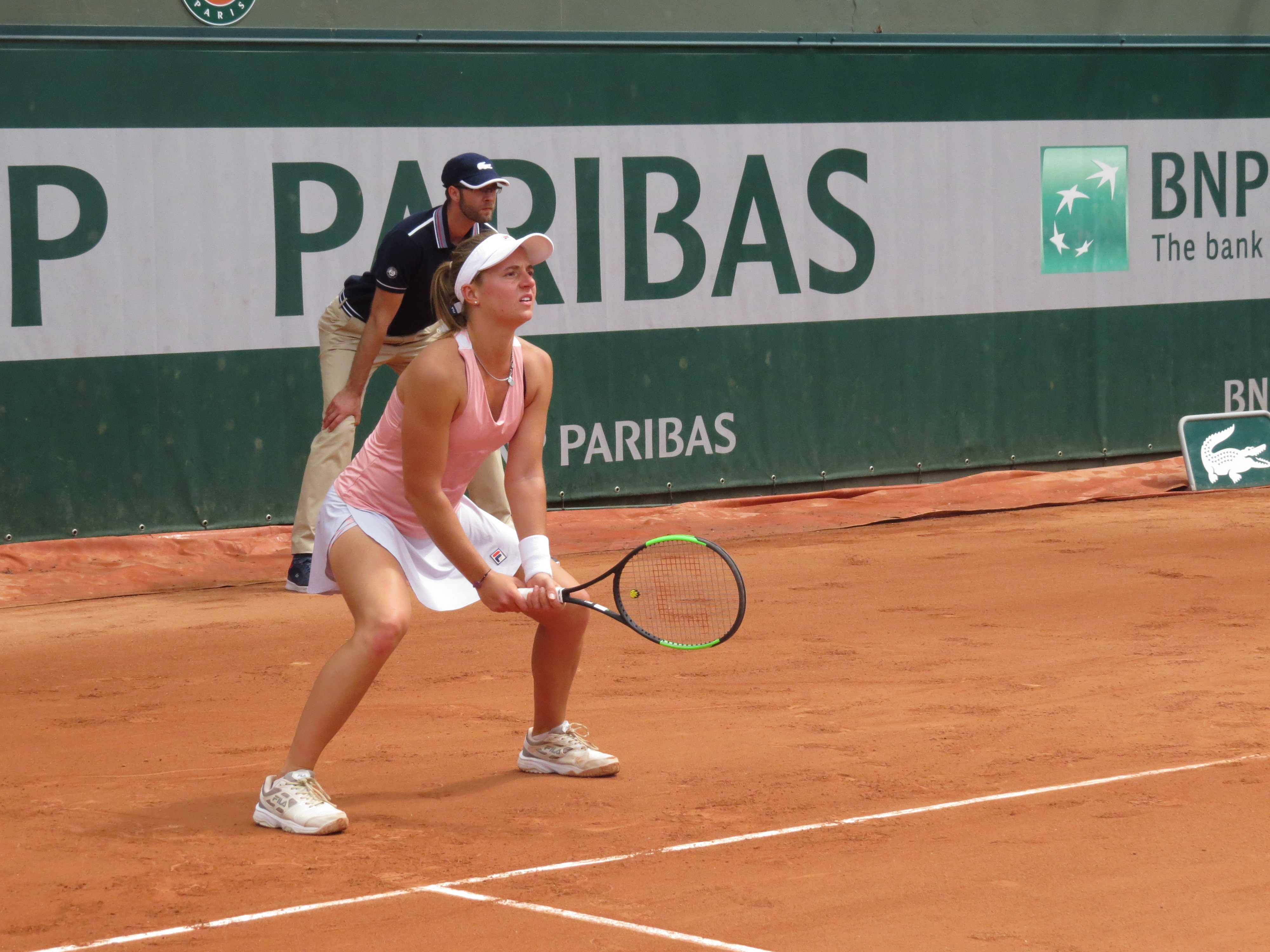
Podoroska en la clasificación de Roland Garros 2017.

De camino a Roland Garros, alcanzó su mejor ranking hasta ese momento al ubicarse 158°, el 21 de mayo. En el sorteo de la clasificación al torneo de Grand Slam, le tocó contra la segunda favorita checa de 17 años, Markéta Vondroušová (97°), que venía de ganar, pocas semanas antes, su primer título WTA en Biel; perdió por 0-6, 1-6. Un mes después, disputó su primera fase previa de Wimbledon. Su rival en primera ronda fue la experimentada portuguesa Michelle Larcher de Brito (283°): esta vez, cayó ajustadamente por 3-6, 7-6(7-4), 6-8.
En julio, volvió a jugar torneos europeos en polvo de ladrillo. En el ITF$60.000 de Roma, fue campeona en dobles: junto a la rusa Anastasiya Komardina, vencieron en la final a las neerlandesas Quirine Lemoine y Eva Wacanno por 7-6(7-3), 6-3. En Bucarest, venció en el debut a la belga Maryna Zanevska (127°) por 6-3, 2-6, 6-1. En segunda ronda, se tuvo que retirar mientras estaba 1-4 en el primer set, contra la alemana Tatjana Maria (67°) por una molestia en su muñeca derecha. En dobles, junto a Irigoyen alcanzaron las semifinales, pero también se tuvieron que retirar mientras jugaban contra Ellise Mertens y Demi Schuurs.
En la primera temporada en que se encontraba jugando múltiples torneos WTA y subiendo en los rankings, Bucarest terminó siendo su último torneo del año debido a que continuó con varias molestias físicas en la cadera, el abdomen y la muñeca. En la clasificación, los meses de inactividad la llevaron a terminar la temporada como 314° en individuales. En dobles, logró su mejor posición histórica gracias a los resultados de la primera mitad del año; fue 111° el 22 de octubre.

### 2018: Regreso tras lesiones y cambio de entrenadores
Después de ocho meses sin competir, la interrupción más larga en su carrera, volvió en marzo en dos ITF$15.000 en Egipto, con dos victorias y dos derrotas. En abril, volvió a jugar las clasificaciones de torneos WTA: no pudo entrar a los cuadros principales de Monterrey y Bogotá, pero sí en Núremberg un mes más tarde. En el cuadro principal de ese torneo, venció a la eslovaca Kristína Kučová (280°), también proveniente de la fase previa, por 6-2, 6-3. Se trató del único triunfo a nivel WTA para una argentina ese año. En segunda ronda, cayó ante la belga Kirsten Flipkens (69°) por 6-7(6-8), 2-6. En dobles, en su defensa del título de Bogotá, alcanzó una nueva final, esta vez junto a Mariana Duque Mariño. La pareja latinoamericana, que debutó con un muy buen triunfo ante las máximas favoritas japonesas Nao Hibino y Miyu Kato por 2-6, 7-5, [11-9], perdió contra la eslovena Dalila Jakupović y la rusa Irina Khromacheva por 3-6, 4-6 en la final.
En el ITF$60.000 de Hódmezővásárhely, superó la fase previa en individuales, pero cayó en su debut contra la rumana Miriam Bulgaru (450°). En dobles, junto a la húngara Réka Luca Jani, se consagró campeona venciendo a Danka Kovinic y Nina Stojanović por 6-4, 6-4. Dos semanas después, Podoroska alcanzó su noveno título en individuales y el primero en dos años: fue la ganadora del ITF$25.000 de Périgueux, Francia, en el que tuvo buenos triunfos contra la primera preclasificada suiza Jil Teichmann (179°) en tres sets, y la segunda favorita, la francesa Myrtille Georges (225°) por 6-2, 6-0 en la final. Finalizó el año compitiendo en Estados Unidos. Fue campeona en dobles en el ITF$25.000 de Lubbock, junto a la británica Naomi Broady, derrotando a la montenegrina Vladica Babic y la estadounidense Hayley Carter por 3-6, 6-2, [10-8]. En individuales, apenas obtuvo tres victorias en seis torneos.
Esta temporada estuvo marcada por el fin de la relación de Podoroska con Carlos Rampello, su entrenador desde los nueve años. Estuvo varios meses hasta que pudo consolidar un nuevo equipo de trabajo, con Juan Pablo Guzmán y Emiliano Redondi. Además, se mudó a Alicante, España debido a las complicaciones para disputar torneos con regularidad en Sudamérica. Terminó el año como 320° en el ranking.

### 2019: Campeona panamericana y regreso al Top 300
Podoroska arrancó el año jugando en Australia. En el ITF $25.000 de Playford, superó la fase previa y, en el cuadro principal, a la rusa Liudmila Samsonova (181°) en sets corridos. En segunda ronda, cayó ante Maryna Zanevska (217°) por 3-6, 6-3, 1-6. En la clasificación al Abierto de Australia, se volvió a ver las caras con la belga; esta vez fue victoria para la argentina por 3-6, 6-3, 6-3. En la segunda ronda, perdió contra la alemana Antonia Lottner por 2-6, 3-6. Tras la derrota en el Grand Slam, jugó otros dos torneos ITF$60.000 en el país oceánico: en Launceston, superó a la séptima favorita Viktoriya Tomova (159°) por 6-2, 6-1 en la segunda ronda, pero cayó nuevamente contra Zanevska por 4-6, 3-6 en los cuartos de final.
Tras una breve gira en Norteamérica en canchas duras, donde obtuvo dos victorias y tres derrotas, jugó su primer torneo del año en polvo de ladrillo en el ITF$25.000 de Sao Paulo. En ese torneo llegó a segunda ronda, y luego se trasladó a Europa, donde alternó diferentes campeonatos entre cemento y arcilla. En el ITF$25.000 de Monzón, España, obtuvo su primer título de su carrera en canchas duras. Derrotó a la local Cristina Bucșa (255°) por 6-2, 4-6, 6-2 en la final. Tras dos derrotas seguidas, volvió a hacer semifinales en un torneo de igual categoría en Santa Margarita de Montbui, también en España.
En julio, regresó a Sudamérica para disputar los Juegos Panamericanos de Lima 2019. En el certamen individual femenino, partió como la séptima favorita al título. A partir de los cuartos de final, derrotó a tres tenistas mejor ubicadas que ella para consagrarse con la medalla dorada: la estadounidense Usue Arconada, la primera clasificada paraguaya Verónica Cepede Royg y la también estadounidense Caroline Dolehide por 2-6, 6-3, 7-6(7-4). En el tiebreak, Podoroska estuvo 0-4, pero logró ganar siete puntos seguidos y hacerse con el título: se trató de la tercera vez que una argentina triunfaba en la categoría (siendo las anteriores Mary Terán de Weiss en Buenos Aires 1951 y Florencia Labat en Mar del Plata 1995). Además, habiendo alcanzado la final se aseguró la participación en los Juegos Olímpicos de Tokio 2020. Este logro tuvo una repercusión en su país que sorprendió a la tenista, y le permitió acceder a una beca económica del Ente Nacional de Alto Rendimiento Deportivo (ENARD).
De nuevo en Europa, en septiembre acumuló tres despedidas en primeras rondas. En octubre, jugó dos torneos ITF$25.000 consecutivos en Santa Margherita di Pula, Italia: en el primero llegó hasta los cuartos de final y en el segundo, ganó su undécimo título. En la final, derrotó a la máxima preclasificada italiana Martina Trevisan (179°) por 7-6(7-5), 6-1 en la final. Su campeonato siguiente fue uno de la misma categoría en Sevilla, España: consiguió una victoria contra la ex Top 5 italiana Sara Errani (237°) por 2-6, 6-4, 6-2 y alcanzó los cuartos de final donde fue derrotada por la rumana Patricia Maria Țig (117°) en tres sets. Finalizó la temporada como la 255° del ranking mundial.

### 2020: Semifinal de Roland Garros e ingreso al Top 50
Podoroska comenzó el año con catorce triunfos consecutivos. En ese camino, se adjudicó dos nuevos títulos de la categoría ITF$25.000 en cemento: Malibú-2, Estados Unidos y Petit Bourg, Guadalupe. Además, tuvo una actuación destacada en el WTA 125 de Newport Beach: en cuartos de final venció a Tatjana Maria (87°) por 2-6, 6-1, 6-1 y accedió hasta las semifinales, donde perdió contra Madison Brengle (95°) por 4-6, 6-7(5-7). Estos resultados le permitieron subir 87 posiciones en dos semanas: desde el 258° (19 de enero) hasta el 171° (2 de febrero).
En febrero, volvió a disputar la Fed Cup, después de tres años. Con tres victorias suyas en individuales y una en dobles, Argentina venció a México, Chile y Perú en fase de grupos y a Colombia en la definición. De esta manera, Argentina ganó el derecho a disputar un playoff contra Kazajistán como local, por el acceso a las Finales a disputarse en Budapest, Hungría. Tras la competición por equipos, Podoroska se trasladó a México donde jugó las fases previas de los torneos WTA de Acapulco y Monterrey. En el primero, fue derrotada en su debut por la eslovena Kaja Juvan (125°), mientras que en el segundo venció a Juvan (118°) y la italiana Elisabetta Cocciaretto (158°) e ingresó al cuadro principal. En la primera ronda, perdió contra Lauren Davis (61°) por 0-6, 3-6. Se encontraba disputando un ITF$25.000 en Tampico, al que había llegado hasta cuartos de final, cuando todos los torneos fueron suspendidos por la pandemia de COVID-19.
Al declararse la pandemia, volvió a Argentina donde estuvo varios meses hasta que en julio consiguió viajar nuevamente a Alicante para entrenar, de cara a la reanudación del circuito. Podoroska participó del primer torneo WTA celebrado tras la histórica suspensión del tenis por cinco meses. En Palermo, superó la fase previa con buenos triunfos ante la belga Ysaline Bonaventure (121°) por 6-3, 5-7, 6-3 y Oceáne Dodin (115°) por 2-6, 6-4, 6-3. En su debut en el cuadro principal, perdió contra Fiona Ferro (44°) por 2-6, 1-6; la francesa terminaría consagrándose campeona del torneo. La semana siguiente intentó ingresar a otro main draw WTA en Praga, pero perdió en segunda ronda de la clasificación. 
Por su ranking, podría haber ingresado a la clasificación del Abierto de Estados Unidos, pero este torneo decidió no celebrar fase previa ese año para disminuir la cantidad de jugadores y reducir los riesgos que implicaban realizar el campeonato. El acuerdo al que llegaron la WTA y la United States Tennis Association (USTA), fue que esta última destinara parte de su dinero en premios para otro torneo en el que solo participaran aquellas que no hubieran entrado directamente al Abierto de Estados Unidos. De esta manera, se creó un WTA 125 en Praga con un cuadro de 128 jugadoras y más de tres millones de dólares en premios. Podoroska ganó cinco rondas sin perder un set, dejando en el camino a María Camila Osorio Serrano (207°), Cristina Bucsa (177°) y Marina Melnikova (209°), entre otras, antes de caer en semifinales contra Elisabetta Cocciaretto (144°) por 4-6, 3-6. En dobles, junto a la italiana Giulia Gatto Monticone, alcanzaron la final que perdieron contra Lidziya Marozava y Andreea Mitu por 4-6, 4-6.
Su siguiente torneo fue un ITF$50.000 en Saint-Malo, Francia. En cuartos de final, venció a la máxima preclasifcada Dodin (115°) por 7-6(7-1), 6-3, en semifinales a Osorio Serrano (207°) por 6-3, 7-5 y en la final, nuevamente a Bucsa (177°), por 4-6, 7-5, 6-2. Se trató del primer título para Podoroska en esa categoría, y le permitió superar su mejor posición histórica alcanzada en 2017 (cuando fue 158°): trepó hasta el 130° la semana siguiente al torneo.
En la clasificación de Roland Garros, partió como la favorita de la sección ocho. Ganó sus tres partidos sin ceder sets y accedió al Abierto francés, rompiendo una racha de seis años sin tenistas argentinas en el certamen individual femenino (la última había sido Ormaechea en 2014). En el cuadro principal fue una de las revelaciones del torneo al obtener múltiples victorias en su primera participación. En primera ronda, derrotó a la belga Greet Minnen (110°) por 6-2, 6-1. En la segunda fase, en su primer partido contra una rival ubicada entre las treinta mejores, venció a la kazaja Yulia Putintseva (27°) por 6-3, 1-6, 6-2. En tercera ronda, su oponente fue la eslovaca Anna Karolína Schmiedlová (161°) que venía de ganarle a Venus Williams y Victoria Azarenka en sets corridos: fue victoria para la argentina por 6-3, 6-2. Con este resultado, se volvió la primera argentina en cuarta ronda de un Grand Slam desde que Gisela Dulko llegara a esa instancia en Roland Garros 2011 y se garantizó ingresar al grupo de las cien mejores del ranking. Su próxima rival fue la checa Barbora Krejčíková (114°), siendo los primeros octavos de final de un Grand Slam para ambas. Comenzó perdiendo el primer set, pero logró remontar el marcador y se alzó con el triunfo por 2-6, 6-2, 6-3 metiéndose en los cuartos de final y volviéndose la primera argentina en ese ronda en un torneo de la categoría desde que Paola Suárez hiciera esa fase en Wimbledon 2004. Su siguiente adversaria fue la ucraniana Elina Svitolina (5°), tercera favorita al título y campeona la semana previa en Estrasburgo. Podoroska volvió a sorprender triunfando por 6-2, 6-4 en la Philippe Chatrier, cancha principal del torneo francés, en su primer partido contra una rival ubicada entre las diez mejores del mundo. Con esa victoria, se convirtió en la primera tenista proveniente de la clasificación en lograr las semifinales de Roland Garros desde el comienzo de la Era Abierta. Disputó su primera semifinal de Grand Slam contra la polaca de diecinueve años Iga Świątek (54°), que venía de eliminar a la máxima cabeza de serie, Simona Halep y llegaba a esta ronda sin perder sets. La argentina se vio superada por la europea por 2-6, 1-6, que cortó la racha de trece victorias consecutivas de Podoroska, y terminaría llevándose el título. Más allá de la derrota, la rosarina consiguió romper múltiples marcas y fue, por lejos, el mejor torneo de su carrera, que tuvo gran repercusión en su país. Al alcanzar la semifinal, obtuvo €425.250, casi el doble de lo cosechado en toda su carrera en dinero en premios hasta ese momento. Además, a partir del 12 de octubre, se ubicó 48° en el ranking, siendo la primera argentina entre las cincuenta mejores tenistas del mundo desde que Dulko bajó de ese grupo en julio de 2011. Por su actuación en Roland Garros, ha sido reconocida por la WTA como la Jugadora Revelación del mes de octubre.
Tras el torneo de Grand Slam, regresó a Alicante para seguir entrenando. Disputó su último certamen de la temporada en Linz, Austria, campeonato sobre canchas duras, en el que partió como la sexta preclasificada. En su debut, venció a la rumana Irina-Camelia Begu (76°) por 6-4, 6-4. Por segunda ronda, sacó adelante un partido de dos horas y treinta y cuatro minutos contra Camila Giorgi (75°), ex campeona del torneo, por 6-7(4-7), 6-1, 6-4. En cuartos de final, cayó contra la rusa Ekaterina Alexandrova (33°), cuarta cabeza de serie, por 2-6, 1-6. En dobles, en pareja con Begu, también alcanzó los cuartos de final. Sus resultados en Austria le permitieron cerrar el año como 47° en el ranking WTA, la mejor clasificación de su carrera. Al finalizar la temporada, fue galardonada como Revelación del año en los Premios WTA, votados por la prensa especializada.

### 2021: Top 40, semifinal de Roland Garros en dobles
Podoroska comenzó la temporada la primera semana del año en el WTA 500 celebrado en Abu Dhabi; cayó en primera ronda en individuales ante la española Sara Sorribes Tormo (66°) por 3-6, 3-6. En dobles, en pareja junto a la ibérica, también fueron derrotadas en su debut por las vigentes campeonas del Abierto de Estados Unidos, Laura Siegemund y Vera Zvonareva por 4-6, 6-2, [6-10].
Después de dos semanas en cuarentena en Melbourne, comenzó la gira oceánica disputando los torneos WTA 500 celebrados simultáneamente en el mismo estadio donde se llevó a cabo el primer Grand Slam del año. En individuales, en el Yarra Valley Classic, partió como decimocuarta preclasificada. En las primeras rondas, superó a la británica Francesca Jones (245°) y a Greet Minnen (110°) en sets corridos. Por octavos de final, logró la segunda victoria de su carrera ante una jugadora ubicada entre las diez mejores del mundo, remontando su partido ante la cuarta favorita checa Petra Kvitová (9°) por 5-7, 6-1, 7-6(9-7) en dos horas y cuarenta minutos. Tras el conocimiento de un resultado positivo de COVID-19 de un trabajador de uno de los hoteles donde se alojaron los jugadores, se suspendió la jornada donde le hubiera tocado jugar contra la octava cabeza de serie Markéta Vondroušová (21°); tras testear a los tenistas se retomó la competencia pero se estableció que los partidos de los torneos WTA se disputaran con match tiebreak, en lugar de un tercer set habitual, debido a los pocos días que quedaban antes del comienzo del Grand Slam. Podoroska fue derrotada por 6-4, 3-6, [4-10] en los cuartos de final ante la checa. En dobles, esa misma semana, jugó junto a Caroline Garcia el Gippsland Trophy, siendo eliminadas en la primera ronda.
Su debut en el cuadro principal del Abierto de Australia fue ante la estadounidense Christina McHale (84°), con victoria por 6-4, 6-4. En segunda ronda, se vio superada por Donna Vekić (33°), vigésima octava preclasificada, por 2-6, 2-6, en un partido con dificultades en el saque para la argentina. En dobles, en compañía de Irina-Camelia Begu, fueron derrotadas en primera ronda por Darija Jurak y Nina Stojanović por 0-6, 7-5, 2-6. Su siguiente torneo fue el Phillip Island Trophy, torneo de categoría WTA 250 disputado entre las eliminadas en la primera semana del Grand Slam australiano, también en Melbourne Park. En individuales cayó ante Begu (74°) por 3-6, 3-6 en su primer partido. En dobles, logró sus primeros triunfos de la temporada en la modalidad y volvió a una semifinal WTA después de casi tres años. En pareja con Francesca Jones, lograron una destacada victoria ante las segundas preclasificadas Monica Niculescu y Yang Zhaoxuan por 6-4, 4-6, [10-8]. Los resultados obtenidos en Melbourne le permitieron ascender hasta el 44° puesto en el ranking individual, su mejor clasificación histórica.
Tras la gira oceánica, jugó dos torneos WTA 250 en Guadalajara y Monterrey. No obtuvo los resultados que esperaba, al lograr una sola victoria contra la local Giuliana Olmos (485°) y caer en segunda y primera ronda, respectivamente, ante Elisabetta Cocciaretto (134°) y la rusa Anna Kalinskaya (130°). En dobles, logró su segunda semifinal de la temporada en pareja con la rusa Anna Blinkova en el segundo de los campeonatos mexicanos. Su próximo torneo fue el WTA 1000 de Miami, donde tras vencer a la egipcia Mayar Sherif (124°) por 6-3, 6-1, perdió en segunda ronda contra Ekaterina Alexandrova (34°) por 0-6, 4-6. En dobles, junto a Caroline Garcia, lograron dos victorias ante experimentadas doblistas -entre ellas, las cuartas preclasificadas Timea Babos (3° en la especialidad) y Veronika Kudermetova por 6-1, 7-5- para alcanzar los cuartos de final, antes de ser derrotadas por las eventuales campeonas Shuko Aoyama y Ena Shibahara.

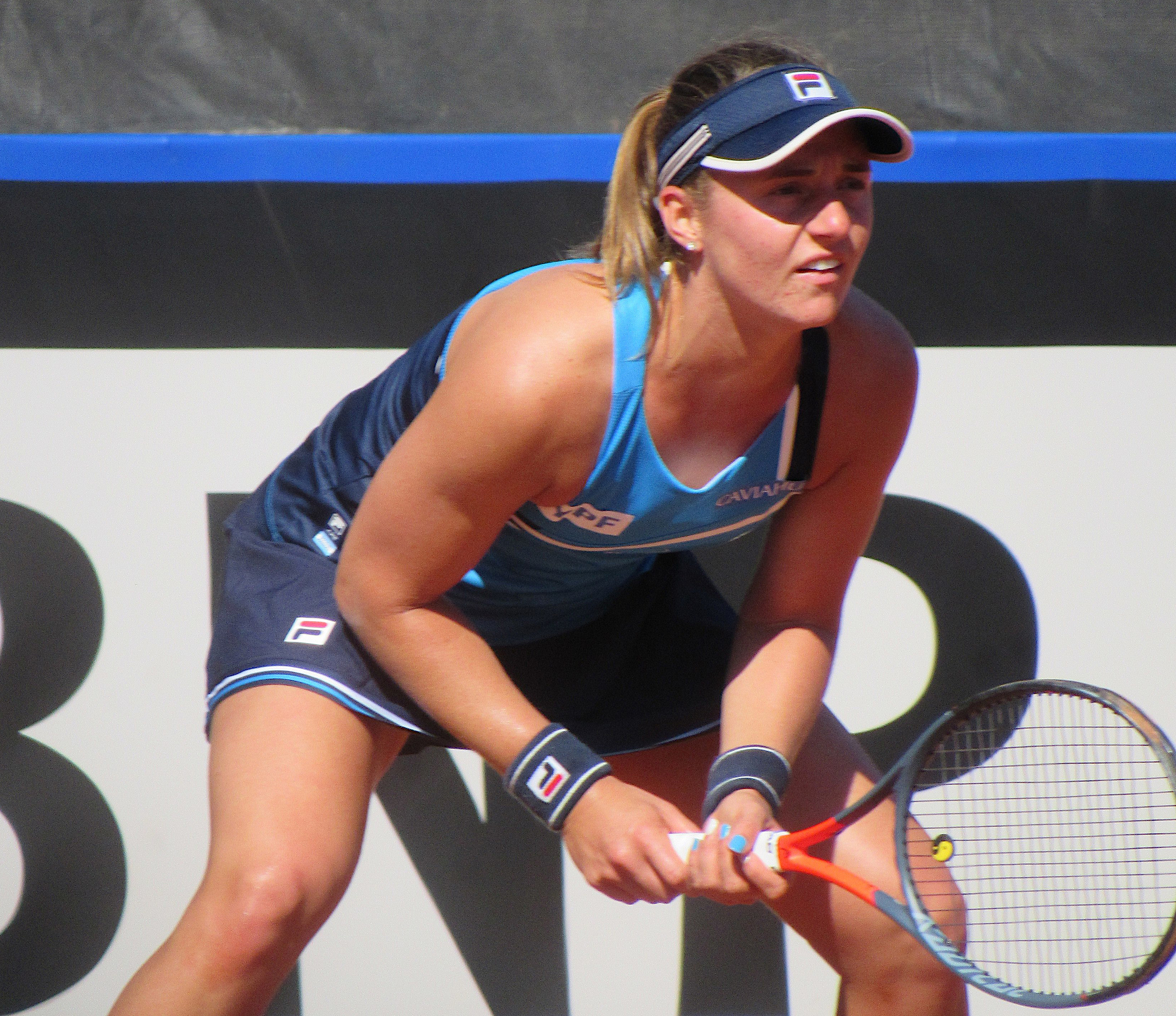
Podoroska en la Billie Jean King Cup 2021

En abril, representó a su país en el repechaje ante Kazajistán por la Billie Jean King Cup en Córdoba, Argentina. Ante Yulia Putintseva (30°) arrancó en un muy buen nivel y sufrió calambres al terminar el segundo set, en un partido que finalizó en derrota por 6-2, 4-6, 0-6. También perdió ante Elena Rybakina (23°) por 4-6, 4-6. Las dos sorprendentes victorias ante esas mismas rivales de María Lourdes Carlé, segunda singlista argentina, permitieron una resolución de la serie en el dobles decisivo. Podoroska y Carlé arrancaron perdiendo abultadamente ante Anna Danilina y Yaroslava Shvedova, lograron una recuperación en el segundo set pero terminaron cayendo por 0-6, 5-7.
Debido a una lesión en la cadera, se bajó a último momento de Madrid. Su primer torneo en polvo de ladrillo del año fue el WTA 1000 de Roma. En su debut, derrotó a la alemana Laura Siegemund (55°) por 2-6, 7-6(7-3), 6-1. Por la segunda ronda, obtuvo un resonante triunfo ante la octava preclasificada Serena Williams (8°) por 7-6(8-6), 7-5. Tanto en el tiebreak del primer set como en el desarrollo del segundo parcial tuvo importantes ventajas que luego fueron emparejadas por Williams, pero logró cerrar ambas situaciones para alcanzar una de las mejores victorias de su carrera. En octavos de final, fue derrotada por la croata Petra Martić (25°) por 6-3, 1-6, 2-6. Podoroska hizo el siguiente balance de su actuación:

"Voy a guardar esta semana en un lugar muy especial por el resto de mi carrera y de mi vida. No solo por haberle ganado un partido de tenis a una leyenda de este deporte, sino también por volver a tener buenas sensaciones en la cancha. Cuando era una niña, mientras jugaba contra el frontón, imaginaba que del otro lado estaba Serena Williams. Hoy me demostré que puedo competir en este nivel. Ojalá esto sirva para que otras jugadoras argentinas sepan que también pueden hacerlo."

La semana siguiente, participó del WTA 250 de Belgrado, en el que partió como quinta cabeza de serie. Obtuvo dos victorias ante Timea Babos (107°) y Océane Dodin (114°), antes de ser derrotada por la croata Ana Konjuh (188°) por 4-6, 3-6 en los cuartos de final. Se bajó de Estrasburgo para enfocarse en su preparación para Roland Garros. 
En primera ronda del segundo Grand Slam de la temporada, debió enfrentarse ante la suiza Belinda Bencic (11°), décima favorita al título. Su rival no la permitió desplegar su juego y cayó holgadamente por 0-6, 3-6 en una hora y nueve minutos. En dobles, en pareja con Irina-Camelia Begu, logró su primera victoria en un Grand Slam en la especialidad, ante las francesas Jessika Ponchet y Estelle Cascino por 6-3, 6-1. En la segunda ronda, sorprendieron a las cuartas favoritas Shuko Aoyama y Ena Shibahara, venciéndolas por 7-5, 3-6, 6-3. Por octavos de final, derrotaron a las también locales Clara Burel y Chloé Paquet por 6-3, 6-1. Con ese triunfo, Podoroska se aseguró su ingreso al Top 100 de la modalidad por primera vez en su carrera. En los cuartos de final, le ganaron a Petra Martić y Shelby Rogers por 6-3, 4-6, 6-2. Con su acceso a las semifinales, se volvió la primera argentina en esa instancia en un major después de once años (la última había sido Dulko en el Abierto de Australia 2011). Sus próximas rivales fueron la estadounidense Bethanie Mattek-Sands, ex número uno y cinco veces campeona de Grand Slam, e Iga Świątek, campeona en individuales y semifinalista en dobles en Roland Garros el año anterior. La rumana y la argentina cayeron por 3-6, 4-6. Esta actuación, le permitió ingresar por primera vez al Top 100 en dobles, colocándose en la 69° posición.
En junio, jugó su segundo torneo en césped (cuatro años después del primero, que fue la clasificación de Wimbledon 2017) en el WTA 250 de Bad Homburg. En ese certamen, logró sus primeros triunfos en la superficie: alcanzó los cuartos de final tras derrotar a la invitada local Mara Guth por 6-0, 6-3 y a Patricia Maria Țig (62°) por 7-6(7-4), 2-6, 6-4. En esa instancia, cayó ante Petra Kvitová (12°) por 3-6, 6-7(10-12). Su siguiente campeonato fue Wimbledon, donde hizo su debut en el cuadro principal ante la estadounidense Ann Li (72°). Logró sobreponerse por 6-4, 7-6(7-1), consiguiendo el primer triunfo para una argentina en el prestigioso certamen londinense en doce años. En la segunda ronda, si bien tuvo cuatro set points en el segundo parcial, terminó cayendo en sets corridos por la checa Tereza Martincová (87°) por 3-6, 6-7(5-7), en más de dos horas. En dobles, en pareja con la española Lara Arruabarrena, fue derrotada por Sabrina Santamaria y Tamara Zidanšek por 3-6, 2-6.

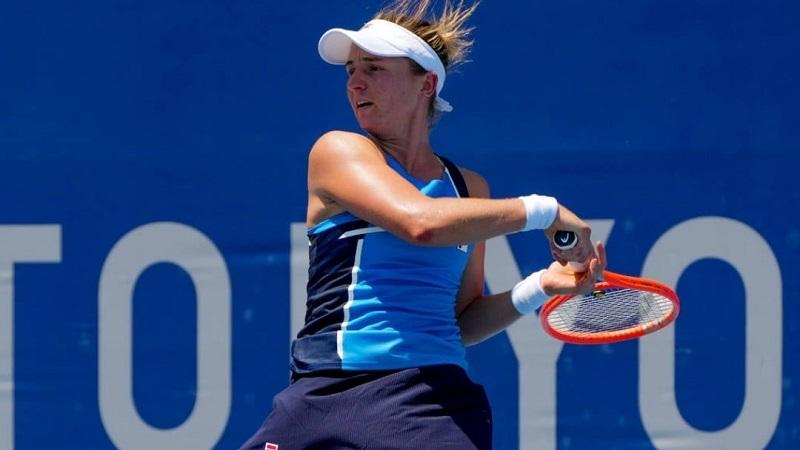
Podoroska en los Juegos Olímpicos de Tokio

Su próximo torneo fueron los Juegos Olímpicos de Tokio 2020. En sus primeros juegos, fue una de los 178 deportistas de la delegación argentina. En individuales, logró superar en su debut a Yulia Putintseva (35°) por 7-5(7-4), 1-3 y retiro de la kazaja por dolores en la pierna derecha. Por segunda fase, en uno de sus mejores partidos del año, concretó una victoria ante Ekaterina Alexandrova (34°) por 6-1, 6-3, una rival contra la que había caído en sus dos enfrentamientos previos. Ese triunfo le permitió lograr la mejor marca en la disciplina en veinticinco años: Gabriela Sabatini e Inés Gorrochategui habían sido las últimas argentinas en octavos de final, en Atlanta 1996. En esa instancia, perdió ante la española Paula Badosa (29°) por 2-6, 3-6. En dobles mixto, hizo pareja con Horacio Zeballos y tuvo un exigente debut ante los australianos Ashleigh Barty, número uno en individuales, y John Peers. Fueron derrotados por 1-6, 6-7(3-7).
Comenzó la gira norteamericana de canchas duras en el WTA 1000 de Montreal. Derrotó a Magda Linette (44°) por 6-1, 6-2 en la primera ronda. En la segunda, fue vencida por Camila Giorgi (71°) por 2-6, 4-6, quien terminaría quedándose con el título En su debut en el torneo de igual categoría en Cincinnati, perdió contra la decimoquinta favorita Elise Mertens (16°) por 3-6, 4-6. En la semana previa a Nueva York, disputó el WTA 250 de Cleveland. En primera ronda, venció a la estadounidense Bernarda Pera (84°) por 6-2, 6-4, mientras que en los octavos de final cayó en un ajustado partido ante la bielorrusa Aliaksandra Sasnóvich (99°) por 7-6(8-6), 4-6, 4-6. Disputó el último Grand Slam de la temporada, el Abierto de Estados Unidos, en las tres modalidades. En individuales, cayó ante Greet Minnen (104°), que venía de perder la última ronda de la clasificación e ingresó como lucky loser, por 4-6, 6-1, 3-6. En dobles femenino, en pareja con Caroline Garcia, perdió ante Irina-Camelia Begu y Andreea Mitu por 4-6, 6-7(4-7), mientras que en dobles mixto, con su compatriota Máximo González, alcanzó una victoria ante los locales Sabrina Santamaria y Nathaniel Lammons, por 7-5, 7-6(8-6), pero la pareja argentina no se presentó a la segunda ronda.
La agudización de una lesión en los tendones, que le provocó dolores desde marzo, hizo que terminara su temporada tras ese torneo. Se anotó para la edición inaugural del WTA 125 de Buenos Aires, que representó el regreso del circuito femenino a Argentina después de treinta y cuatro años, pero no pudo competir. Finalizó el año en la 83° posición del ranking individual y 69° en dobles.

### 2022: Regreso tras nuevas lesiones, segunda semifinal WTA

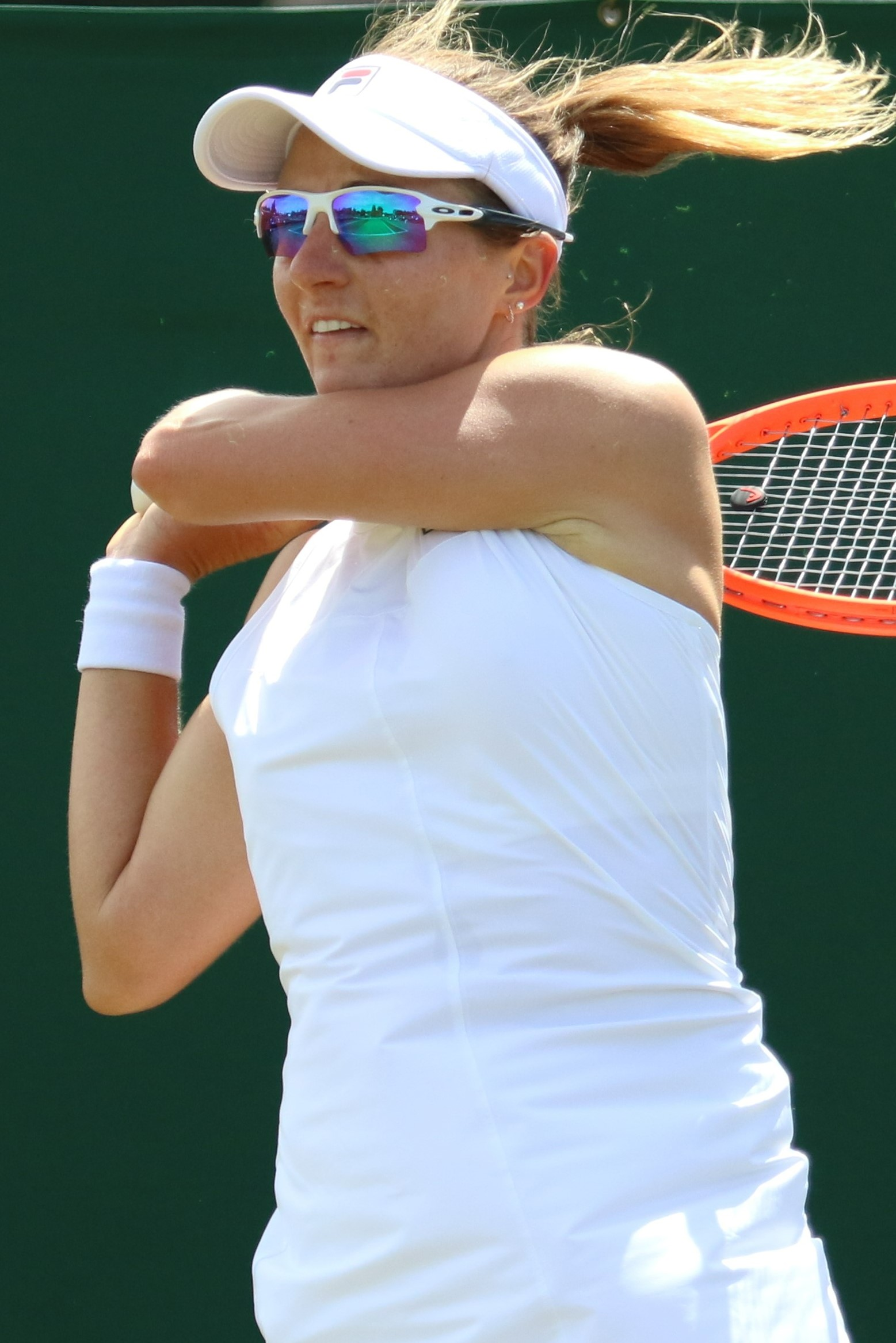
Podoroska en Wimbledon 2022

Su lesión le impidió disputar la gira australiana. Anunció su regreso en marzo, tras seis meses de inactividad, en el WTA 125 de Marbella, pero terminó anunciando su baja de dicho torneo. Tampoco llegó a ser parte de la gira europea de polvo de ladrillo. Tras un partido por interclubes en Stuttgart y una exhibición en Liverpool, regresó tras nueve meses al circuito profesional en la clasificación de Wimbledon. Por la primera ronda, derrotó a la decimonovena preclasificada estadounidense Asia Muhammad (167°) por 6-3, 6-3. En la segunda fase, enfrentó a la australiana Jaimee Fourlis (153°): si bien logró recuperarse de un 2-5 adverso en el segundo set, terminó cayendo por 4-6, 6-7(5-7).
Para ganar ritmo de competencia, volvió al circuito ITF tras dos años. Disputó un ITF $25.000 en La Haya, Países Bajos, en polvo de ladrillo, en el que llegó hasta semifinales. En el ITF $100.000 de Versmold, Alemania, tras vencer a la invitada local Stephanie Wegner (291°), logró buenos triunfos ante la tercera favorita rumana Irina Bara (122°) por 6-1, 7-5 y la séptima, la austríaca Julia Grabher (145°) por 7-6(7-3), 5-7, 6-4, antes de caer contra la sexta cabeza de serie Ysaline Bonaventure (144°) por 6-4, 3-6, 3-6.
Prosiguió su gira europea en los WTA 250 de Palermo y Varsovia. En el primero, perdió en la primera ronda de la clasificación contra Grabher (145°) por 4-6, 1-6. En el segundo, ingresó al cuadro principal por su ranking protegido y triunfó ante la clasificada Alexandra Cadanțu Ignatik (154°) por 6-1, 6-1, pero fue derrotada por Laura Pigossi (113°) por 6-3, 0-6, 4-6. También jugó el WTA 125 de Iasi, donde logró una victoria contra la clasificada rumana Ilona-Georgiana Ghioroaie (360°) por 6-2, 6-3 y perdió contra la georgiana Ekaterine Gorgodze (147°) por 4-6, 2-6. Finalizó la gira disputando el ITF $60.000 de San Bartolomé de Tirajana: tras dos cómodos triunfos sin ceder sets, logró una trabajada victoria en cuatro horas contra la principal favorita al título, la neerlandesa Arantxa Rus (77°) por 6-4, 6-7(6-8), 7-5. En semifinales, se deshizo de la rusa Polina Kudermetova (287°) por 7-6(9-7), 6-4 y alcanzó su primera final desde su regreso: cayó nuevamente contra Grabher (131°), por 4-6, 3-6 en la definición.
Por la gira norteamericana, disputó el WTA 250 de Granby: cayó en el debut ante Tatjana Maria (92°) por 5-7, 1-6. En el Abierto de Estados Unidos, ingresó al cuadro principal en individivudales mediante su ranking protegido. Fue derrotada por Anna Karolina Schmiedlová (115°) por 3-6, 2-6. En dobles, en pareja Mayar Sherif, derrotaron a Martincova y Panova por 7-5, 7-6(7-2): en segunda ronda, cayeron contra Garcia y Mladenovic por 3-6, 4-6. Tras ese torneo, tuvo su mayor descenso en el ranking: llegó hasta el 298° en individuales. Se trasladó a Asia para disputar el WTA 250 de Chennai. En su debut, derrotó a la japonesa Kyoka Okamura (297°) por 6-4, 6-3. Por la segunda ronda, tomó revancha frente a la cuarta preclasificada Maria (84°) por 3-6, 6-2, 7-6(8-6). En los cuartos de final, derrotó a la invitada y ex Top 5 canadiense Eugénie Bouchard (902°) por 1-6, 6-4, 6-2, alcanzando su segunda semifinal a nivel WTA (la primera tras su Roland Garros 2020 consagratorio). Por dicha instancia, cayó ajustadamente por 7-5, 2-6, 4-6 ante la promesa checa Linda Fruhvirtová (130°), que terminó quedándose con su primer título. Esta actuación le permitió recuperar 96 puestos, volviendo a ser 202° del ranking.
Regresó a los Estados Unidos para disputar los ITF $60.000 de Las Vegas, donde perdió en primera ronda y de Macon, en el que hizo cuartos de final. También se ubicó entre las ocho mejores en el ITF $80.000 de Tyler. Tras un buen triunfo ante la local Katie Volynets (111°) por 6-4, 7-6(7-5), cayó ante Taylor Townsend (186°) en dos sets. Cerró su año en Argentina: disputó el playoff por el acceso a los Qualifiers en 2023 en la Copa Billie Jean King ante Brasil, en Tucumán, aunque poco pudo hacer ante Beatriz Haddad Maia (15°), con quien sucumbió por 1-6, 3-6 (la serie terminó quedando para el equipo brasileño por 1-3).  En el WTA 125 de Buenos Aires, debutó con victoria ante su compatriota Solana Sierra (463°) por 6-4, 6-4, pero se despidió en segunda fase contra la segunda favorita Danka Kovinic (71°) por 2-6, 3-6. Terminó la temporada como 194° en individuales y 373° en dobles. Se trató de un año complicado, donde Podoroska declaró:

Lo más duro estaba en la incertidumbre de no saber cuándo volvería a competir porque fueron varias lesiones. Llegó un punto en el que estaba recuperada de la tendinopatía en el isquiotibial pero no podía competir porque tenía un edema óseo en el pie. Tuve en el medio un problema hormonal muy grande. Fueron momentos en donde decía "me recupero de esta y me va a venir otra". Esa incertidumbre fue difícil de manejar. Además, todo lo que podía entrenar no era a lo que estaba acostumbrada. Soy una persona que ama la actividad física y no tenía ganas de levantarme de la cama. Fue muy duro ya como persona. Me decía a mí misma que esa no era yo. Ya no sabía si era por estar desentrenada y me preguntaba si iba a volver a ser la que era

### 2023: Campeona en Cali y regreso al Top 100
En la gira oceánica, representó a Argentina en la edición inaugural de la United Cup. En su debut, poco pudo hacer ante la francesa Caroline Garcia (4°) por 2-6, 0-6, aunque tuvo un partido más competitivo contra la croata Petra Martic (38°), donde también cayó por 2-6, 6-4, 1-6. Ingresó al Abierto de Australia con su ranking protegido y consiguió un triunfo ante la lucky loser francesa Léolia Jeanjean (109°) por 6-0, 6-3. En segunda ronda, perdió contra Azarenka (24°) por 1-6, 0-6.
En el WTA 125 de Cali, comenzó su campaña derrotando a la máxima favorita Réka Luca Jani (111°) por 6-0, 6-2. En segunda fase, remontó el partido ante la francesa Carole Monnet (225°) por 4-6, 6-3, 6-1. En los cuartos de final, venció a la octava preclasificada Contreras (183°) por 6-3, 6-3. En semifinales se deshizo de la invitada local Emiliana Arango (350°) por 6-4, 6-1 para alcanzar la definición. Contra su compatriota Paula Ormaechea disputó la final entre argentinas más importante desde 1989. Se impuso por 6-4, 6-2 y conquistó el primer título en la categoría para una argentina (y el más importante desde 2011). Con esa victoria, ascendió más de cuarenta puestos, hasta el 114° en el ranking individual.
Tras el título, continuó su gira en torneos en cancha dura en México. En el ITF $40.000 de México DF hizo semifinales y en el ITF $60.000 de Tampico llegó hasta cuartos de final. En el WTA 250 de Mérida, perdió en su debut ante la clasificada sueca Rebecca Peterson (140°) por 3-6, 5-7.
A fines de marzo, comenzó la gira de polvo de ladrillo en el WTA 125 de San Luis Potosí. Por primera ronda, venció a Ormaechea (168°) por 6-2, 6-1 y perdió en segunda fase contra la primera preclasificada Cocciaretto (49°) por 6-7(8-10), 1-6. En Bogotá, cayó ante la clasificada austríaca Sinja Kraus 4-6, 6-7(4-7). Tras esta eliminación, hizo pública su difícil decisión de no disputar la Zona Americana de la Copa Billie Jean King, para sumar puntos para entrar al cuadro principal de Roland Garros. Con ese objetivo, disputó el ITF $60.000 de Chiasso, donde lo consiguió al alcanzar las semifinales. Disputó por primera vez el WTA 1000 de Madrid, donde cayó en el debut ante la clasificada Siegemund (128°) por 6-3, 3-6, 3-6. En la segunda semana de ese torneo, disputó el WTA 125 de Reus: tras una victoria ante la local Marina Bassols Ribera (119°) por 6-4, 6-2, perdió contra la séptima favorita estadounidense Caty McNally (69°) por 6-1, 4-6, 1-6. En Roma, fue superada en primera ronda por la también norteamericana Sloane Stephens (36°) por 4-6, 1-6. 
En Roland Garros, logró una contundente victoria ante la invitada local Jessika Ponchet (123°) por 6-0, 6-2. En segunda ronda, se enfrentó a la checa Karolína Muchová (43°), que venía de vencer a la octava favorita Sákkari. Tras caer en el primer set, logró recuperarse en el segundo desplegando un gran juego sin ceder games. En el definitivo, fue quebrada en la recta final y terminó cayendo por 3-6, 6-0, 3-6 en casi dos horas de partido ante su rival que terminaría metiéndose en la final del torneo. Con este resultado, se aseguró reingresar al grupo de las cien mejores del mundo.
Tras el Grand slam parisino, disputó dos torneos WTA 125 en España sobre arcilla: en La Bisbal del Ampurdán, hizo cuartos de final tras vencer a la local Irene Burillo (244°) y a Tímea Babos (211°), donde fue derrotada por la máxima favorita española Rebeka Masarova (71°) por 6-3, 6-7(4-7), 4-6. En Valencia, trepó hasta las semifinales al un triunfo ante la local Ángela Fita Boluda (347°), la no presentación de Jeanjean y una victoria ante la sueca Mirjam Bjorklund (192°). Fue frenada por la máxima favorita Sherif (40°) por 1-6, 3-6. 
En la gira de hierba, debutó en el WTA 500 de Berlín remontando un partido contra Masarova (67°) por 3-6, 6-3, 6-2. En octavos de final, poco pudo hacer ante la séptima favorita Kvitová (9°) por 1-6, 1-6 que terminó alcanzando el título. En Bad Homburg, caýo ante Teichmann (129°) en la clasificación, y ante la estadounidense Emma Navarro (60°) en la primera fase tras ingresar como lucky loser. En Wimbledon, en individuales logró vencer a Tereza Martincová (115°) por 3-6, 7-6(7-5), 6-4, con quien había perdido dos años atrás en ese mismo torneo. En la segunda ronda, cayó ante la decimonovena favorita Azarenka (20°) por 3-6, 0-6. En dobles, junto a Niculescu cayeron en tres sets en su debut contra las eslovacas Viktória Kužmová y Tereza Mihalíková.
En julio, participó en dos torneos WTA 250 sobre arcilla en Europa. En Budapest, superó en primera ronda a la australiana Storm Hunter (154°) por 1-6, 6-1, 6-1, En segunda fase, le ganó a la clasificada checa Anna Siskova (377°) por 6-3, 6-0. Por cuartos de final, triunfó ante la rusa Elina Avanesyan (69°) por 6-1, 6-3. Terminó cayendo en semifinales ante la también rusa de diecinueve años, Maria Timofeeva (246°) por 6-7(6-8), 6-3, 3-6, quien terminó ganando el torneo. Esa campaña le permitió regresar al Top 70 en el ránking mundial. En Hamburgo, ganó en su debut ante Tomová (99°) por 6-1, 7-5, pero perdió en octavos de final contra la séptima preclasificada Rus (60°) por 3-6, 6-3, 5-7.
En el cemento nortemaericano, superó la clasificación del WTA 250 de Cleveland tras vencer a la danesa Clara Tauson (90°) por 6-3, 6-4. Por el cuadro principal, fue derrotada en un disputado partido ante la tercera cabeza de serie rusa Kudermetova (16°) por 6-3, 2-6, 1-6. En el Abierto de los Estados Unidos, no logró cosechar victorias. En individuales, fue superada en el debut por la china Zheng Qinwen (23°) por 1-6, 0-6, mientras que en dobles en pareja con Sherif, también cayeron holgadamente ante Nicole Melichar y Ellen Perez. 
Comenzó la gira asiática en Osaka, donde debutó con victoria ante la china Yuan Yue (137°) por 6-4, 3-6, 7-5. En segunda fase, perdió ante la invitada local Mai Hontama (176°) por 3-6, 3-6. En Guangzhou, fue derrotada por la local Xiyu Wang (88°) por 3-6, 3-6 quien se quedó con el torneo. En Ningbo logró su mejor campeonato asiático al lograr sus segundas semifinales WTA de la temporada. Tuvo revancha ante Wang (58°), en la primera ronda, por 7-6(7-3), 6-4. Por segunda fase, le ganó a la clasificada rusa Valeria Savinykh (164°) por 4-6, 6-0, 6-2. En cuartos de final, le ganó a la checa Katerina Siniakova (90°) por 6-1, 6-1. Se despidió en semifinales ante la máxima favorita tunecina Ons Jabeur (7°) por 3-6, 6-1, 2-6. Tras ese torneo, cayó en el debut de Seúl contra la estadounidense Ashlyn Krueger (80°), campeona de Osaka, por 2-6, 4-6. Jugó su último certamen sobre canchas duras del circuito durnate el año en Monastir, donde consiguió una victoria contra la quinta favorita Schmiedlová (61°) por 3-6, 6-4, 7-5, pero perdió nuevamente contra Hontama (124°) por 2-6, 1-6.
Por la Copa Billie Jean King, disputó los Playoffs contra Eslovaquia por el ascenso a las Clasificatorias de la temporada siguiente. La serie se jugó en Bratislava, en cancha dura bajo techo. Tras una victoria de Julia Riera, en su primer partido llegó a estar set y quiebre arriba ante Kužmová (117°), pero terminó cayendo por 6-3, 3-6, 3-6. En su segundo juego, fue superada por la  Renata Jamrichova (3° en el ránking juvenil) por 1-6, 4-6. De esa manera, la serie terminó quedando para las eslovacas por 1-3.
Finalizó su año en la gira sudamericana de WTA 125. En Colina, superó a la clasificada suiza Conny Perrin (346°), a la invitada local Seguel (740°) y a la octavo preclasificada Jeanjean (131°), antes de despedirse en semifinales contr la juvenil checa Sara Bejlek (194°) en tres sets. En Florianópolis, venció a la española Jéssica Bouzas Maneiro (149°) y a la eslovena Polona Hercog (301°). Accedió a las semifinales tras el abandono de la clasificada rumana Anca Todoni. En esa instancia, fue derrotada por su compatriota Martina Capurro (194°) por 2-6, 1-6. Se trató de su último torneo del año, al bajarse de Buenos Aires por preacaución ante dolores.
Finalizó la temporada en 67° escalón en el ránking WTA individual, terminando por tercera ocasión como líder nacional y la mejor clasificación en individuales para un argentina en tres años (tras su propia campaña en 2020). En dobles, acabó como 277°, tercera argentina en la especialidad.

### 2024: Campeona en San Luis Potosí y Barranquilla
Comenzó el año en Hobart, donde ingresó al cuadro principal como lucky loser, pero debió retirarse en la primera ronda cuando iba 1-6, 3-4 contra Maria (42°). En el certamen individual del 
Abierto de Australia, venció en su debut Tamara Zidanšek (98°) por 6-1, 6-0. POr la segunda ronda, cayó ante la estadounidense Amanda Anisimova (442°) por 2-6, 3-6.
Tras la gira oceánica, tuvo un breve paso por la gira europea bajo techo, donde fue vencida por la rumana Jaqueline Cristian (89°) por 3-6, 4-6 en Linz y por Tauson (80°) en por 3-6, 1-6 en Cluj-Napoca. En Austin, también cayó en la primera ronda, esta vez ante Wang (64°) por 5-7, 4-6.
En Indian Wells, ingresó al cuadro principal como lucky loser y logró dos victorias: ante la invitada Krueger (71°) por 3-6, 6-3, 6-3 y la también lucky loser local Kayla Day (88°) por 7-6(7-3), 6-4. En la tercera ronda, perdió ante la preclasificada rusa Potapova (33°) por 1-6, 1-6.  En Miami, logró atravesar la clasificación dejando en el camino a Riera (119°) y Osorio (90°) y ganó una ronda en el cuadro principal, nuevamente ante Krueger (75°) por 6-4, 6-2. En la segunda fase, fue derrotada por la estadounidense Coco Gauff (3°) por 1-6, 2-6.
Empezó la gira de polvo de ladrillo, en el WTA 125 de San Luis Potosí, donde resultó campeona. En su camino al título, venció a la estadounidense McCartney Kessler (120°), la invitada canadiense Marina Stakusic (217°) y la italiana Lucrezia Stefanini (153°) en las primeras rondas. En semifinales, se deshizo de la segunda preclasificada Cocciaretto (51°) por 6-75-7, 7-6(7-5), 6-2 para llegar a la final, donde se impuso a Francesca Jones (270°) por 6-1, 6-2. Se trató de su segundo título en la categoría, que le permitió ascender once posiciones hasta el 67° lugar del ránking. También logró las semifinales en dobles, en pareja con Jones. Antes de partir a Europa, disputó Bogotá, donde cayó ante Pigossi (119°) por 4-6, 1-6 en el debut.
Arrancó la gira europea de canchas lentas en Ruan, perdiendo frente a Mirra Andreeva (43°) por 1-6, 3-6. En Madrid, venció a Siniakova (40°) por 6-2, 7-6(7-2) y cayó en segunda fase ante Navarro (23°) por 2-6, 1-6. En Roma, fue superada por Sorribes Tormo (47°) por 4-6, 3-6. En Rabat, le ganó a Maria (64°) por 6-2, 6-4 antes de caer nuevamente con Sorribes Tormo (46°), esta vez por 5-7, 6-3, 3-6. Tras el certamen marroquí, llegó al segundo Grand del año como 59° en el ránking indivudal: su posición más alta en el año. Tuvo su quinta participación en Roland Garros, donde poco pudo hacer ante Azarenka (21°) que la derrotó por 1-6, 0-6. En el WTA 125 de Bari, llegó hasta semifinales al deshacerse de la rumana Cristina Dinu (240°), la estadounidense Louisa Chirico (209°) y la clasificada italiana Beatrice Ricci (568°). Sin embargo, en esa ronda sucumbió en un reñido partido ante Todoni (179°) por 6-2, 4-6, 5-7.  
En la gira de hierba, cayó en los dos encuentros que disputó: contra Alexandrova (22°) por en Bad Homburg por 3-6, 0-6 y frente a la ucraniana Dayana Yastremska (27°) en Wimbledon por 1-6, 6-7(1-7). Tampoco logró victorias en sus próximos tres torneos europeos: perdió ante la clasificada francesa Diana Martynov (498°) en el WTA 125 de Contrexeville y las alemanas Eva Lys (129°) en Budapest y Ella Seidel (150°) en Praga.
Disputó sus segundos Juegos Olímpicos en París 2024, siendo una de las 134 integrantes de la delegación argentina y convirtiéndose en la primera tenista en la historia del tenis olímpico de su país en jugar las tres discplinas en los mismos juegos. En individuales, perdió ante la francesa Diane Parry (52°) por 6-7(6-8), 5-7. En dobles femenino, en pareja con Lourdes Carlé, derrotaron a la dupla alemana de Tamara Korpatsch y Tatjana Maria por 6-3, 6-0 y perdieron en la segunda ronda contra las octavas preclasificadas españolas Cristina Bucșa y Sara Sorribes Tormo, que terminaron siendo medallistas. Por último, en dobles mixto, hizo equipo con Máximo González con quien cayeron ante los estadounidenses Coco Gauff y Taylor Fritz por 1-6, 7-6(8-6), [10-5].
De vuelta a las canchas duras, en Toronto perdió ante Karolina Pliskova (45°) por 4-6, 6-7(10-12). Llegó al WTA 125 de Barranquilla con una racha de ocho derrotadas consecutivas en individuales, la peor de su carrera, y logró romperla consagrándose con el torneo. Derrotó a las chinas Xiaodi You (222°) y Xinyu Gao (224°) y la georgiana Mariam Bolkvadze (234°) sin ceder sets. En semifinales, venció a la ucraniana Anastasiia Sobolieva (216°) por 6-1, 1-6, 6-1 y en la final, se impuso a la máxima favorita y defensora del título Tatjana Maria (72°) por 6-2, 1-6, 6-3. Se trató de su tercer campeonato WTA 125 y el primero en cemento. 
En sus próximos torneos, volvería a tener tres derrotas consecutivas: ante la polaca Magdalena Frech por 4-6, 6-4, 4-6 en Monterrey, contra la rusa Diana Shnaider (18°) por 0-6, 1-6 en el Abierto de los Estados Unidos y frente a la clasificada croata Antonia Ruzic (173°) por 6-1, 2-6, 4-6 en Monastir. 
En la gira asiática, logró dos victorias en Hua Hin: contra la clasificada Ksenia Laskutova (366°) por 6-1, 6-0 y ante la segunda preclasificada Siniakova (37°) por 6-3, 6-3. En cuartos de final, cayó ajustadamente ante Zidansek (261°) por 6-4, 6-7(3-7), 6-7(3-7). En Pekín, tuvo nuevamente dos triunfos: contra la invitada local Yufei Ren (500°) por 6-4, 6-2 y frente a la vigesimoquinta preclasificada Yastremska (35°) por 7-5, 6-7(4-7), 6-2. En la tercera ronda, perdió ante quinta favorita Zheng (7°) por 3-6, 2-6. 
Disputó su último torneo en Mérida, donde perdió ante la rusa Polina Kudermetova (133°) por 1-6, 1-6. Finalizó el año como 100° del ránking individual, completando su tercer año entre el grupo de las cien primeras clasificadas y como número dos de Argentina, detrás de Carlé. En dobles, fue la 398° posicionada de la temporada.

## Títulos WTA (1; 0+1)

### Dobles
| Leyenda                                       |
| Grand Slam (0-0)                              |
| Juegos Olímpicos (0-0)                        |
| WTA Finals (0-0)                              |
| WTA Elite Trophy (0-0)                        |
| Premier Mandatory & Premier 5, WTA 1000 (0-0) |
| Premier, WTA 500 (0-0)                        |
| International, WTA 250 (1-1)                  |

#### Títulos (1)
| N.º | Fecha               | Torneo | Superficie    | Pareja              | Oponentes en la final              | Resultado     |
| --- | ------------------- | ------ | ------------- | ------------------- | ---------------------------------- | ------------- |
| 1.  | 15 de abril de 2017 | Bogotá | Tierra batida | Beatriz Haddad Maia | Verónica Cepede Royg Magda Linette | 6-3, 7-6(7-4) |

#### Finales (1)
| N.º | Fecha               | Torneo | Superficie    | Pareja               | Oponentes en la final              | Resultado |
| --- | ------------------- | ------ | ------------- | -------------------- | ---------------------------------- | --------- |
| 1.  | 15 de abril de 2018 | Bogotá | Tierra batida | Mariana Duque Mariño | Dalila Jakupović Irina Khromacheva | 3-6, 4-6  |

## WTA 125s (3; 3+0)

### Individuales

#### Títulos (3)
| N.º | Fecha                | Torneo          | Superficie    | Oponente        | Resultado     |
| --- | -------------------- | --------------- | ------------- | --------------- | ------------- |
| 1.  | 5 de febrero de 2023 | Cali            | Tierra batida | Paula Ormaechea | 6-4, 6-2      |
| 2.  | 31 de marzo de 2024  | San Luis Potosí | Tierra batida | Francesca Jones | 6-1, 6-2      |
| 3.  | 17 de agosto de 2024 | Barranquilla    | Dura          | Tatjana Maria   | 6-2, 1-6, 6-3 |

### Dobles

#### Finales (1)
| N.º | Fecha                   | Torneo | Superficie    | Pareja                 | Oponentes                     | Resultado |
| --- | ----------------------- | ------ | ------------- | ---------------------- | ----------------------------- | --------- |
| 1.  | 5 de septiembre de 2020 | Praga  | Tierra batida | Giulia Gatto-Monticone | Lidziya Marozava Andreea Mitu | 4-6, 4-6  |

## Títulos ITF (21; 14+7)

### Individuales
| Leyenda (Individuales) |
| ---------------------- |
| ITF $100.000 (0-0)     |
| ITF $80.000 (0-0)      |
| ITF $60.000 (1-0)      |
| ITF $25.000 (6-0)      |
| ITF $15.000 (0-1)      |
| ITF $10.000 (7-1)      |

#### Títulos (14)
| No. | Fecha                    | Torneo                   | Superficie    | Oponente en la final | Resultado               |
| 1.  | 25 de noviembre de 2013  | Santiago                 | Tierra batida | Cecilia Costa Melgar | 6-2, 5-7, 3-5, retiro   |
| 2.  | 24 de marzo de 2014      | Lima                     | Tierra batida | Carla Lucero         | 6-3, 6-4                |
| 3.  | 31 de marzo de 2014      | Lima                     | Tierra batida | Csilla Argyelán      | 6-2, 6-4                |
| 4.  | 26 de mayo de 2014       | Bol                      | Tierra batida | Bianca Botto         | 6-1, 6-7(6-8), 6-1      |
| 5.  | 9 de junio de 2014       | Bol                      | Tierra batida | Olga Ianchuk         | 6-3, 2-6, 6-2           |
| 6.  | 9 de marzo de 2015       | São José dos Campos      | Tierra batida | Victoria Bossio      | 6-7(6-8), 7-6(7-2), 6-3 |
| 7.  | 28 de marzo de 2016      | São José dos Campos      | Tierra batida | Gabriela Cé          | 7-6(7-2), 6-1           |
| 8.  | 27 de junio de 2016      | Denain                   | Tierra batida | Irina Ramialison     | 6-3, 5-7, 6-4           |
| 9.  | 1 de julio de 2018       | Perigueux                | Tierra batida | Myrtille Georges     | 6-2, 6-0                |
| 10. | 12 de mayo de 2019       | Monzón                   | Dura          | Cristina Bucșa       | 6-2, 4-6, 6-2           |
| 11. | 12 de octubre de 2019    | Santa Margherita di Pula | Tierra batida | Martina Trevisan     | 7-6 (5), 6-1            |
| 12. | 20 de enero de 2020      | Malibú                   | Dura          | Claire Liu           | 4-6, 6-3, 6-3           |
| 13. | 26 de enero de 2020      | Guadalupe                | Dura          | Harmony Tan          | 7-5, 7-5                |
| 14. | 13 de septiembre de 2020 | Saint-Malo               | Tierra batida | Cristina Bucșa       | 4-6, 7-5, 6-2           |

#### Finales (3)
| No. | Fecha                | Torneo                    | Superficie    | Oponente en la final | Resultado     |
| 1.  | 23 de marzo de 2015  | São José do Rio Preto     | Tierra batida | Katarzyna Kawa       | 5–7, 6–3, 4–6 |
| 2.  | 6 de abril de 2015   | Santiago                  | Tierra batida | Fernanda Brito       | 1–6, 0–6      |
| 3.  | 14 de agosto de 2022 | San Bartolomé de Tirajana | Tierra batida | Julia Grabher        | 4–6, 3–6      |

### Dobles
| Leyenda (Dobles)   |
| ------------------ |
| ITF $100.000 (0-0) |
| ITF $80.000 (0-0)  |
| ITF $60.000 (2-1)  |
| ITF $25.000 (3-1)  |
| ITF $15.000 (1-0)  |
| ITF $10.000 (1-3)  |

#### Títulos (7)
| No. | Fecha                    | Torneo              | Superficie    | Pareja                | Oponente en la final              | Resultado        |
| 1.  | 2 de diciembre de 2013   | São José dos Campos | Tierra batida | Eduarda Piai          | Fernanda Brito Stephanie Petit    | 7-6(7-4), 7-5    |
| 2.  | 6 de abril de 2015       | Santiago            | Tierra batida | Guadalupe Pérez Rojas | Fernanda Brito Eduarda Piai       | 6-4, 6-4         |
| 3.  | 30 de mayo de 2016       | Hódmezővásárhely    | Tierra batida | Laura Pigossi         | Irina Bara Lina Gjorcheska        | 6-3, 6-0         |
| 4.  | 19 de febrero de 2017    | Surprise            | Dura          | Mariana Duque Mariño  | Usue Maitane Arconada Sofia Kenin | 4-6, 6-0, [10-5] |
| 5.  | 9 de julio de 2017       | Roma                | Tierra batida | Anastasiya Komardina  | Quirine Lemoine Eva Wacanno       | 7-6(7-3), 6-3    |
| 6.  | 17 de junio de 2018      | Hódmezővásárhely    | Tierra batida | Réka Luca Jani        | Danka Kovinić Nina Stojanović     | 6-4, 6-4         |
| 7.  | 23 de septiembre de 2018 | Lubbock             | Dura          | Naomi Broady          | Vladica Babic Hayley Carter       | 3-6, 6-2, [10-8] |

#### Finales (5)
| No. | Fecha                 | Torneo                | Superficie    | Pareja                | Oponente en la final                       | Resultado                  |
| 1.  | 17 de marzo de 2014   | Santiago              | Tierra batida | Sofía Blanco          | Cecilia Costa Melgar Andrea Koch-Benvenuto | 6–1, 6–7(5-7), [7-10]      |
| 2.  | 23 de marzo de 2015   | São José do Rio Preto | Tierra batida | Guadalupe Pérez Rojas | Ana Victoria Gobbi Monllau Constanza Vega  | 3-6, 6-3, [9-11]           |
| 3.  | 29 de febrero de 2016 | Campinas              | Tierra batida | Guadalupe Pérez Rojas | Gabriela Cé Florencia Molinero             | 6-1, 4-6, [4-10]           |
| 4.  | 28 de marzo de 2016   | São José dos Campos   | Tierra batida | Guadalupe Pérez Rojas | Camila Giangreco Campiz Constanza Vega     | 7-6(7-5), 6-7(5-7), [8-10] |
| 5.  | 15 de abril de 2023   | Chiasso               | Tierra batida | Andreea Mitu          | Emily Appleton Julia Lohoff                | 1-6, 2-6                   |

## Clasificación en torneos del Grand Slam

### Individuales
| Torneo               | 2016 | 2017    | 2018    | 2019    | 2020 | 2021 | 2022 | 2023 | 2024 | 2025 | G-P   |
| -------------------- | ---- | ------- | ------- | ------- | ---- | ---- | ---- | ---- | ---- | ---- | ----- |
| Abierto de Australia | A    | Q1      | A       | Q2      | A    | 2R   | A    | 2R   | 2R   | 1R   | 3-4   |
| Roland Garros        | A    | Q1      | Ausente | Ausente | SF   | 1R   | A    | 2R   | 1R   |      | 6-4   |
| Wimbledon            | A    | Q1      | Ausente | Ausente | NC   | 2R   | Q2   | 2R   | 1R   |      | 2-3   |
| Abierto de EE. UU.   | 1R   | Ausente | Ausente | Q1      | A    | 1R   | 1R   | 1R   | 1R   |      | 0-5   |
| Total                | 0-1  | 0-0     | 0-0     | 0-0     | 5-1  | 2-4  | 0-1  | 3-4  | 1-4  | 0-1  | 11-16 |

### Dobles
| Torneo               | 2016    | 2017    | 2018    | 2019    | 2020    | 2021 | 2022 | 2023 | 2024    | 2025    | G-P  |
| -------------------- | ------- | ------- | ------- | ------- | ------- | ---- | ---- | ---- | ------- | ------- | ---- |
| Abierto de Australia | Ausente | Ausente | Ausente | Ausente | Ausente | 1R   | A    | 1R   | Ausente | Ausente | 0-2  |
| Roland Garros        | Ausente | Ausente | Ausente | Ausente | Ausente | SF   | A    | A    | 1R      |         | 4-2  |
| Wimbledon            | Ausente | Ausente | Ausente | Ausente | NC      | 1R   | A    | 1R   | 1R      |         | 0-3  |
| Abierto de EE. UU.   | Ausente | Ausente | Ausente | Ausente | Ausente | 1R   | 2R   | 1R   | A       |         | 1-3  |
| Total                | 0-0     | 0-0     | 0-0     | 0-0     | 0-0     | 4-4  | 1-1  | 0-3  | 0-2     | 0-0     | 5-10 |

### Dobles mixto
| Torneo               | 2016    | 2017    | 2018    | 2019    | 2020    | 2021    | 2022    | 2023    | G-P |
| -------------------- | ------- | ------- | ------- | ------- | ------- | ------- | ------- | ------- | --- |
| Abierto de Australia | Ausente | Ausente | Ausente | Ausente | Ausente | Ausente | Ausente | Ausente | 0-0 |
| Roland Garros        | Ausente | Ausente | Ausente | Ausente | NC      | Ausente | Ausente | Ausente | 0-0 |
| Wimbledon            | Ausente | Ausente | Ausente | Ausente | NC      | Ausente | Ausente | Ausente | 0-0 |
| Abierto de EE. UU.   | Ausente | Ausente | Ausente | Ausente | NC      | 2R      | A       |         | 1-0 |
| Total                | 0-0     | 0-0     | 0-0     | 0-0     | 0-0     | 1-0     | 0-0     | 0-0     | 1-0 |

## Victorias sobre Top 10
| Año       | 2020 | 2021 | Total |
| --------- | ---- | ---- | ----- |
| Victorias | 1    | 2    | 3     |

| #    | Jugadora        | Ranking | Torneo                        | Superficie    | Rd   | Resultado          | Ranking NP |
| 2020 | 2020            | 2020    | 2020                          | 2020          | 2020 | 2020               | 2020       |
| ---- | --------------- | ------- | ----------------------------- | ------------- | ---- | ------------------ | ---------- |
| 1.   | Elina Svitolina | 5°      | Roland Garros, París, Francia | Tierra batida | CF   | 6-2, 6-4           | 131°       |
| 2021 |                 |         |                               |               |      |                    |            |
| 2.   | Petra Kvitová   | 9°      | Melbourne II, Australia       | Dura          | 3R   | 5-7, 6-1, 7–6(9–7) | 47°        |
| 3.   | Serena Williams | 8°      | Roma, Italia                  | Tierra batida | 2R   | 7–6(8–6), 7-5      | 44°        |

## Participaciones en la Copa Billie Jean King

### Individuales (11-4)
| Año     | Categoría                                  | Instancia                                  | Sede                | Superficie    | País rival | Oponente                 | Resultado     | Serie |
| 2016    | Zona de América I                          | Fase de grupos                             | Santa Cruz, Bolivia | Tierra batida | Ecuador    | Camila Romero            | 6-2, 6-1      | 3-0   |
| 2016    | Zona de América I                          | Fase de grupos                             | Santa Cruz, Bolivia | Tierra batida | Perú       | Anastasia Iamachkine     | 6-2, 6-1      | 3-0   |
| 2016    | Zona de América I                          | Fase de grupos                             | Santa Cruz, Bolivia | Tierra batida | Brasil     | Beatriz Haddad Maia      | 7-5, 6-3      | 2-1   |
| 2016    | Zona de América I                          | Final                                      | Santa Cruz, Bolivia | Tierra batida | Paraguay   | Montserrat González      | 6-4, 6-3      | 2-0   |
| 2016    | Playoff por el ascenso al Grupo Mundial II | Playoff por el ascenso al Grupo Mundial II | Kiev, Ucrania       | Dura          | Ucrania    | Lesia Tsurenko           | 1-6, 4-6      | 0-4   |
| 2017    | Zona de América I                          | Fase de grupos                             | Metepec, México     | Dura          | Chile      | Fernanda Brito           | 6-0, 6-2      | 1-2   |
| 2017    | Zona de América I                          | Fase de grupos                             | Metepec, México     | Dura          | Colombia   | Camila Osorio            | 6-2, 6-2      | 3-0   |
| 2017    | Zona de América I                          | Fase de grupos                             | Metepec, México     | Dura          | México     | Giuliana Olmos           | 6-4, 6-2      | 2-1   |
| 2017    | Zona de América I                          | Fase de grupos                             | Metepec, México     | Dura          | Brasil     | Gabriela Cé              | 6-3, 6-4      | 2-1   |
| 2020/21 | Zona de América I                          | Fase de grupos                             | Santiago, Chile     | Tierra batida | México     | Fernanda Contreras Gómez | 6-2, 6-0      | 2-1   |
| 2020/21 | Zona de América I                          | Fase de grupos                             | Santiago, Chile     | Tierra batida | Chile      | Bárbara Gatica           | 6-2, 6-3      | 2-1   |
| 2020/21 | Zona de América I                          | Final                                      | Santiago, Chile     | Tierra batida | Colombia   | Emiliana Arango          | 7-5, 6-2      | 2-0   |
| 2020/21 | Playoff por ascenso a los Qualifiers       | Playoff por ascenso a los Qualifiers       | Córdoba, Argentina  | Tierra batida | Kazajistán | Yulia Putintseva         | 6-2, 4-6, 0-6 | 2-3   |
| 2020/21 | Playoff por ascenso a los Qualifiers       | Playoff por ascenso a los Qualifiers       | Córdoba, Argentina  | Tierra batida | Kazajistán | Elena Rybakina           | 4-6, 4-6      | 2-3   |
| 2022    | Playoff por ascenso a los Qualifiers       | Playoff por ascenso a los Qualifiers       | Tucumán, Argentina  | Tierra batida | Brasil     | Beatriz Haddad Maia      | 1-6, 3-6      | 1-3   |

### Dobles (1-5)
| Año     | Categoría                            | Instancia                            | Sede                      | Superficie    | País rival     | Pareja              | Oponentes                               | Resultado               | Serie |
| 2014    | Playoff por el Grupo Mundial I       | Playoff por el Grupo Mundial I       | Sochi, Rusia              | Tierra batida | Rusia          | Victoria Bosio      | Valeria Solovyeva Elena Vesnina         | 2-6, 1-6                | 0-4   |
| 2015    | Grupo Mundial II                     | Eliminatoria                         | Pilar, Argentina          | Tierra batida | Estados Unidos | Tatiana Búa         | Taylor Townsend Coco Vandeweghe         | 2-6, 3-6                | 1-4   |
| 2015    | Playoff por el Grupo Mundial II      | Playoff por el Grupo Mundial II      | Villa Martelli, Argentina | Tierra batida | España         | Tatiana Búa         | Aliona Bolsova Anabel Medina Garrigues  | 6-4, 1-6, [3-10]        | 0-4   |
| 2017    | Zona de América I                    | Fase de grupos                       | Metepec, México           | Dura          | Chile          | María Irigoyen      | Bárbara Gatica Daniela Seguel           | 6-4, 6-7(4-7), 6-7(6-8) | 1-2   |
| 2020/21 | Zona de América I                    | Fase de grupos                       | Santiago, Chile           | Tierra batida | México         | Paula Ormaechea     | Fernanda Contreras Gómez Giuliana Olmos | 0-6, 7-6(7-1), 6-1      | 2-1   |
| 2020/21 | Playoff por ascenso a los Qualifiers | Playoff por ascenso a los Qualifiers | Córdoba, Argentina        | Tierra batida | Kazajistán     | María Lourdes Carlé | Anna Danilina Yaroslava Shvedova        | 0-6, 5-7                | 2-3   |